# Dom von Treviso

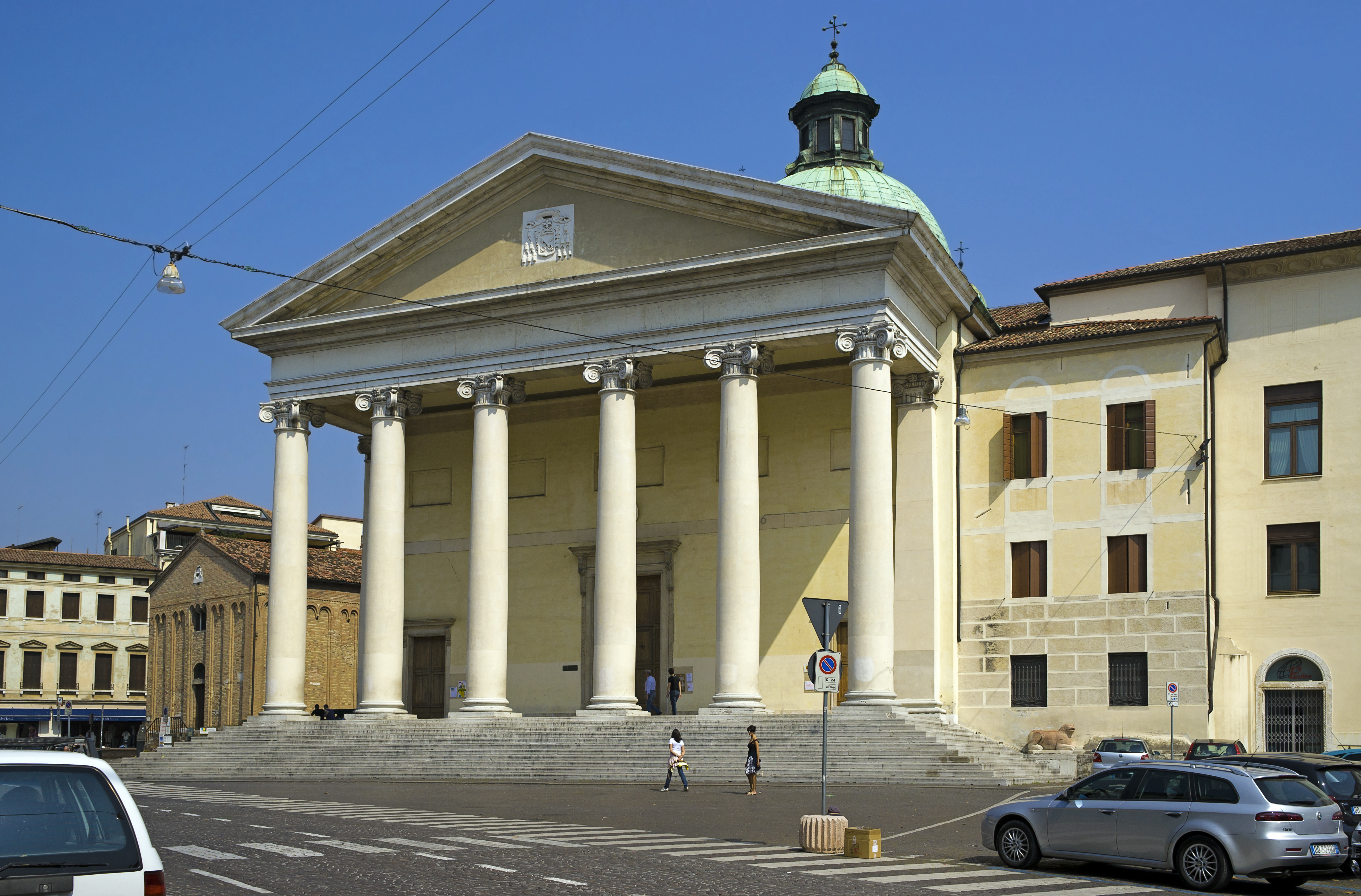
Fassade des Doms von Treviso

Der Dom von Treviso, italienisch Cattedrale di San Pietro Apostolo, in Treviso einfach nur als „il Duomo“  bezeichnet, ist die wichtigste Kirche der Stadt Treviso und Sitz des Bistums Treviso. Er steht unter dem Patrozinium des Apostels Simon Petrus. Der Dom zählt zu den italienischen Nationaldenkmälern.

## Geschichte

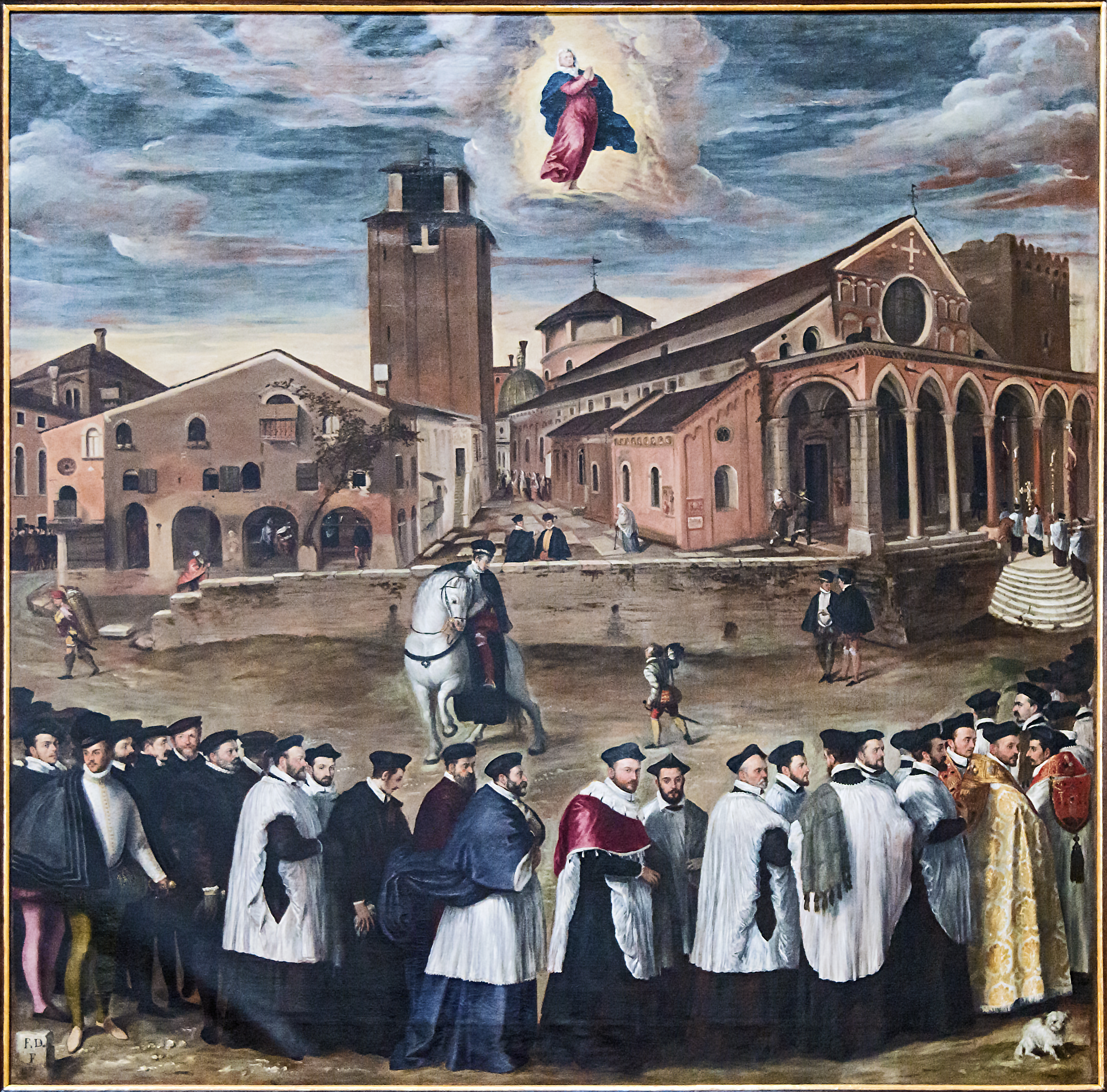
Gemälde von Francesco Dominici in der Marienkapelle, das die Kathedrale vor ihrer Umgestaltung im Jahr 1759 zeigt

Die Ursprünge der Kathedrale gehen auf die Spätantike (6. Jahrhundert) zurück. Sie wurde in einem zentralen Bereich der Stadt errichtet, in dem sich, wie Funde belegen, ein Tempel, ein Theater und vielleicht auch Thermen befanden. Zwischen dem 11. und dem 12. Jahrhundert erhielt das Gebiet auf Initiative von Bischof Rotarius seine heutige Gestalt. Die Kathedrale wurde im romanischen Stil umgestaltet (die Krypta stammt aus dieser Zeit).

## Heutiges Gebäude

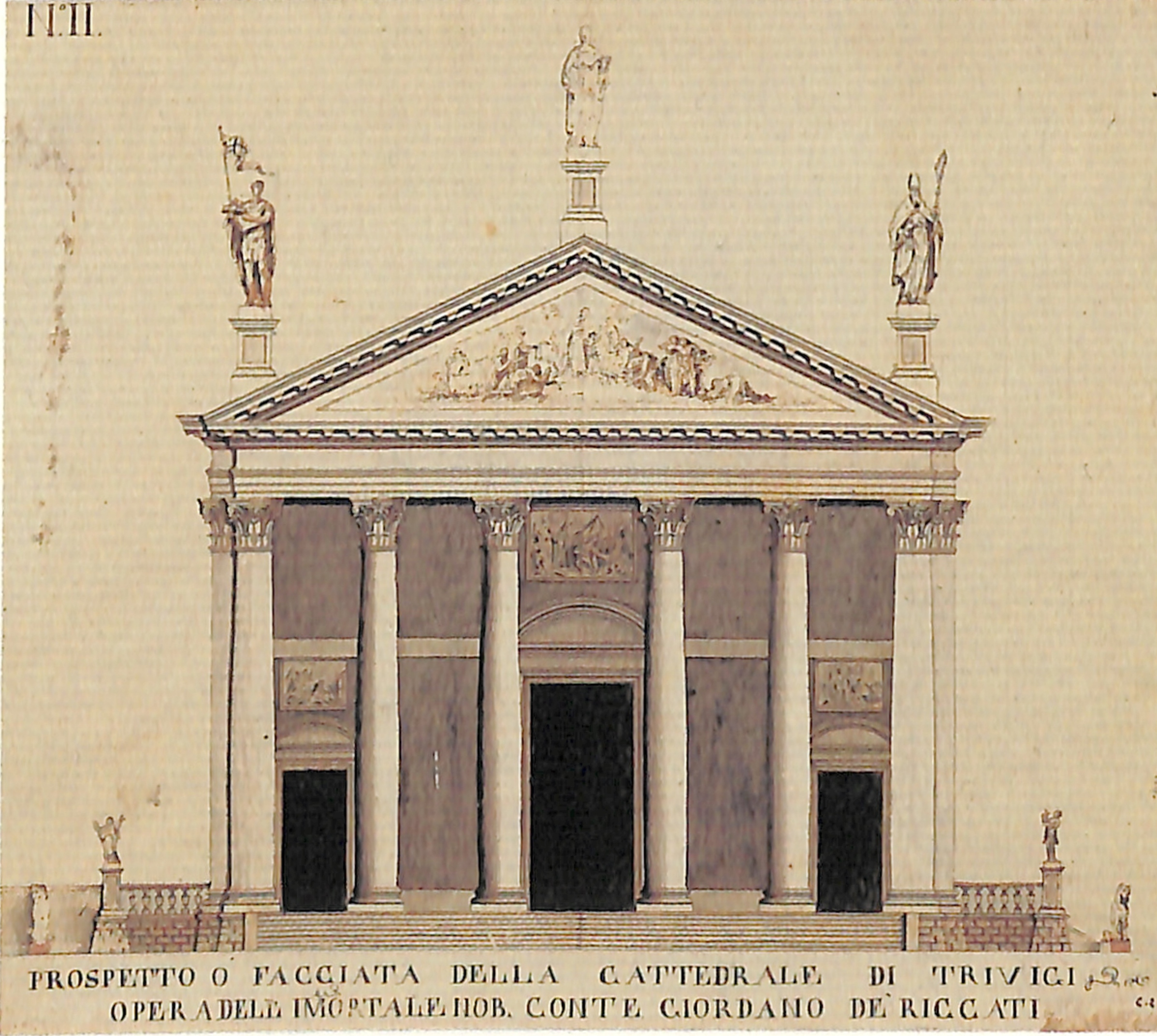
Blick auf die neue Fassade des Doms nach dem ursprünglichen Entwurf von Giordano Riccati

Ab 1759 wurde das Gebäude von dem Architekten und Gelehrten Giordano Riccati aus Castelfranco Veneto im neoklassizistischen Stil umgebaut. Die drei Apsidenkapellen der alten romanischen Kathedrale blieben erhalten. Während der Bauarbeiten kam es zu Meinungsverschiedenheiten über die Ausführung, es wurden ohne vorherige Abstimmung mit dem Architekten Änderungen vorgenommen. Aufgrund der Kontroverse um den Entwurf der neuen Kathedrale und des Mangels an finanziellen Mitteln kam der Bau ab 1782 für mehrere Jahre zum Stillstand. Der Innenausbau wurde 1790 von Gian Antonio Selva vollendet. Die Fassade mit dem klassizistischen Pronaos und der Treppe stammt aus dem Jahr 1836 und ist das Werk von Francesco Bomben und Gaspare Petrovich.
Gegen Ende des 20. Jahrhunderts gab es liturgische Anpassungen, die den Anlass gaben, den Chor umzubauen und eine neue, große Orgel zu bauen.

## Beschreibung

### Äußeres
Die Kathedrale ist durch sieben Kuppeln gekennzeichnet, davon fünf im Kirchenschiff und zwei über den Kapellen des Querschiffs. Die heutige Fassade, die 1836 von Francesco Bomben und dem städtischen Ingenieur Gaspare Petrovich entworfen und vollendet wurde, besteht aus einer breiten Treppe, die von einem imposanten Pronaos mit sechs ionischen Säulen gekrönt wird. Auf beiden Seiten der Treppe liegen die beiden stilisierten Löwen aus Veroneser Marmor, die die Vorhalle des romanischen Gebäudes stützten. Ein weiteres Teil der romanischen Phase, das noch existiert, ist das antike Portal, das im Hof der Canoniche Vecchie gefunden und 2005 im Inneren, an die Gegenfassade gelehnt, wieder aufgebaut wurde. Auf der rechten Seite des Gebäudes, in Richtung Calmaggiorestraße, ist ein römisches Flachrelief in das Mauerwerk eingelassen, das eine Mänade darstellt.

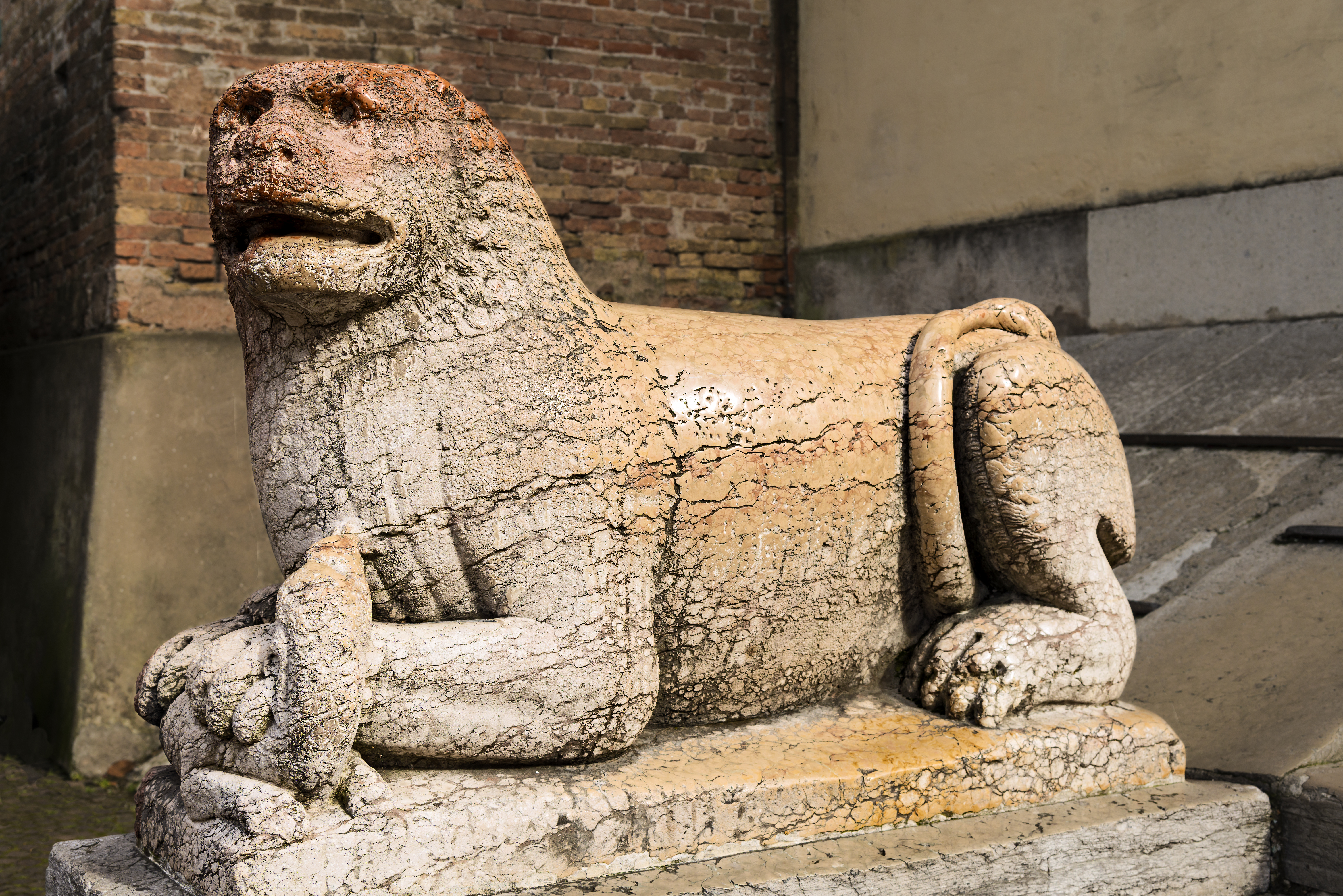
Dom von Treviso, Linker Löwe
Rechter Löwe
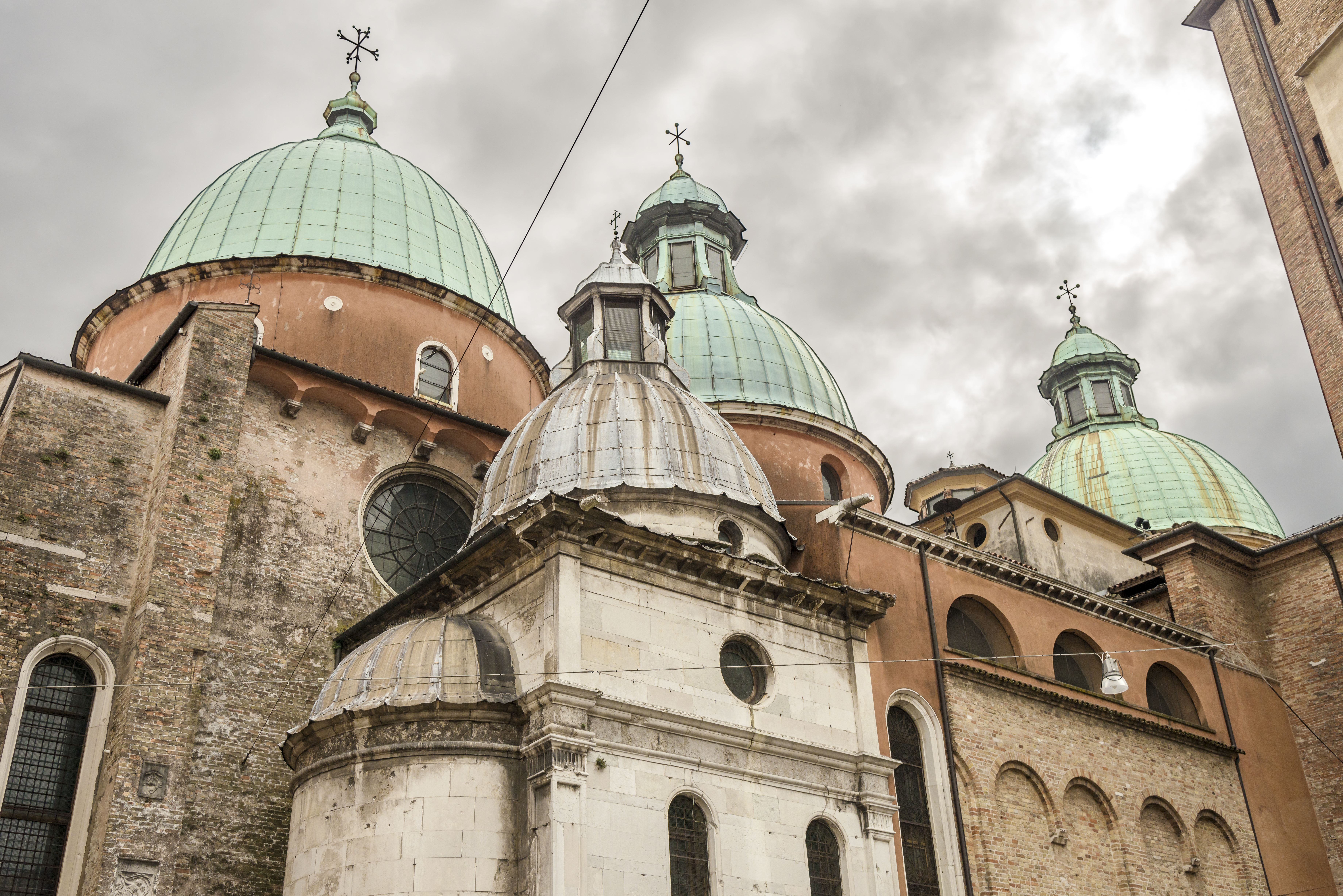
Kuppeln des Doms

### Innenraum
Das Innere besteht aus drei Schiffen mit Seitenkapellen und drei abschließenden Apsiden, unter denen sich die antike Krypta mit den Gräbern der Bischöfe der Stadt befindet. In der Kirche sind die Märtyrerheiligen Teonisto, Tabra und Tabrata, Sankt Fiorenzo, Sankt Vendemiano und Sankt Liberale d’Altino, der Schutzheilige der Stadt, begraben. Im Altar neben der Kapelle des Allerheiligsten, die Justina von Padua gewidmet ist, sind die sterblichen Überreste des Bischofs der Stadt, Andrea Giacinto Longhin, beigesetzt, der anlässlich seiner Seligsprechung aus der Krypta dorthin überführt wurde. In der Nähe des ersten Altars in cornu Epistulae vom Eingang aus ruht der selige Heinrich von Bozen, der im Jahr 1315 in Treviso starb. Auf demselben Altar, an dem der selige Longhin begraben ist, befinden sich die sterblichen Überreste des Kamaldulenser heiligen Parisio, der 1267 in Treviso starb.

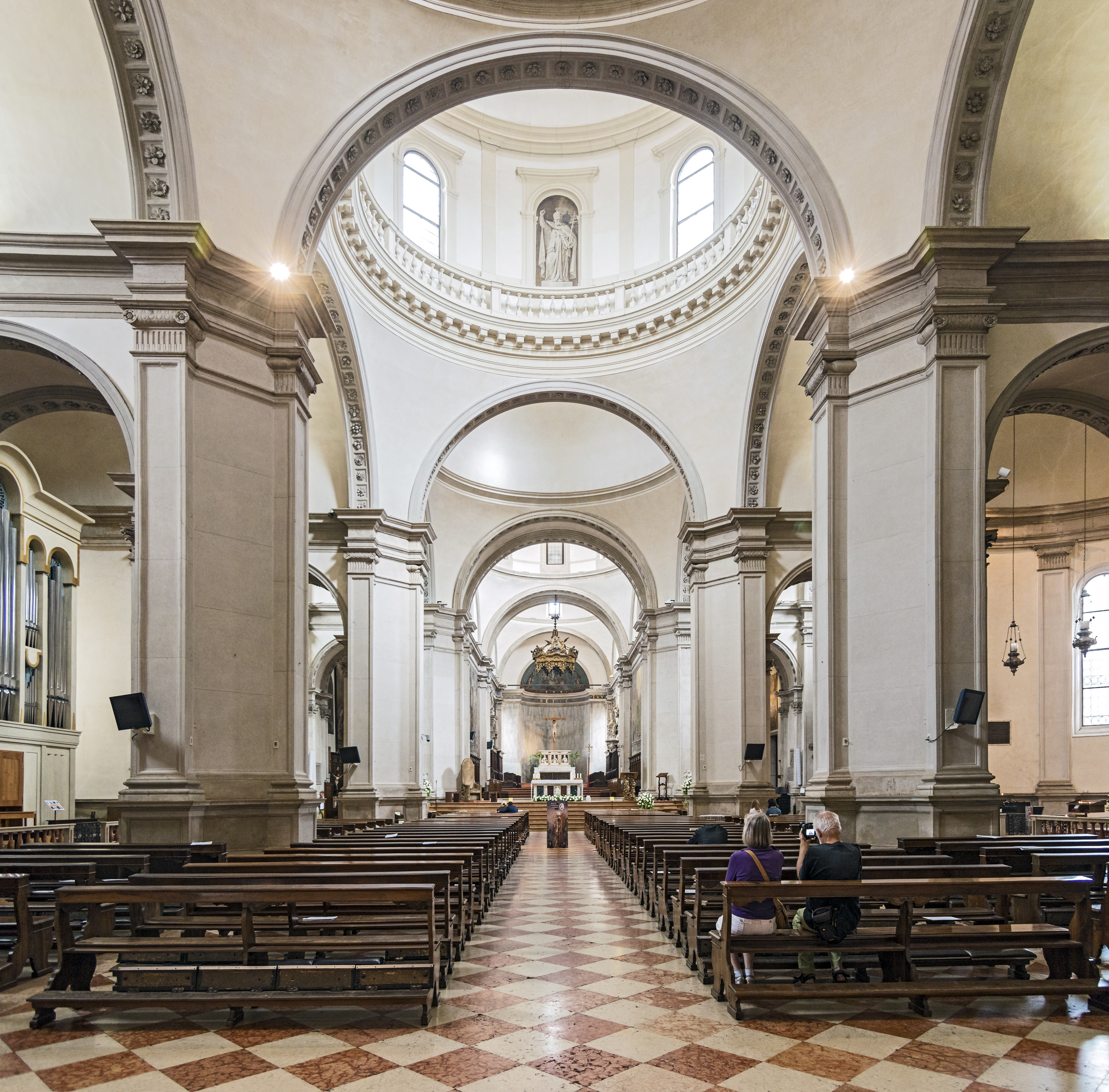
Inneres des Doms
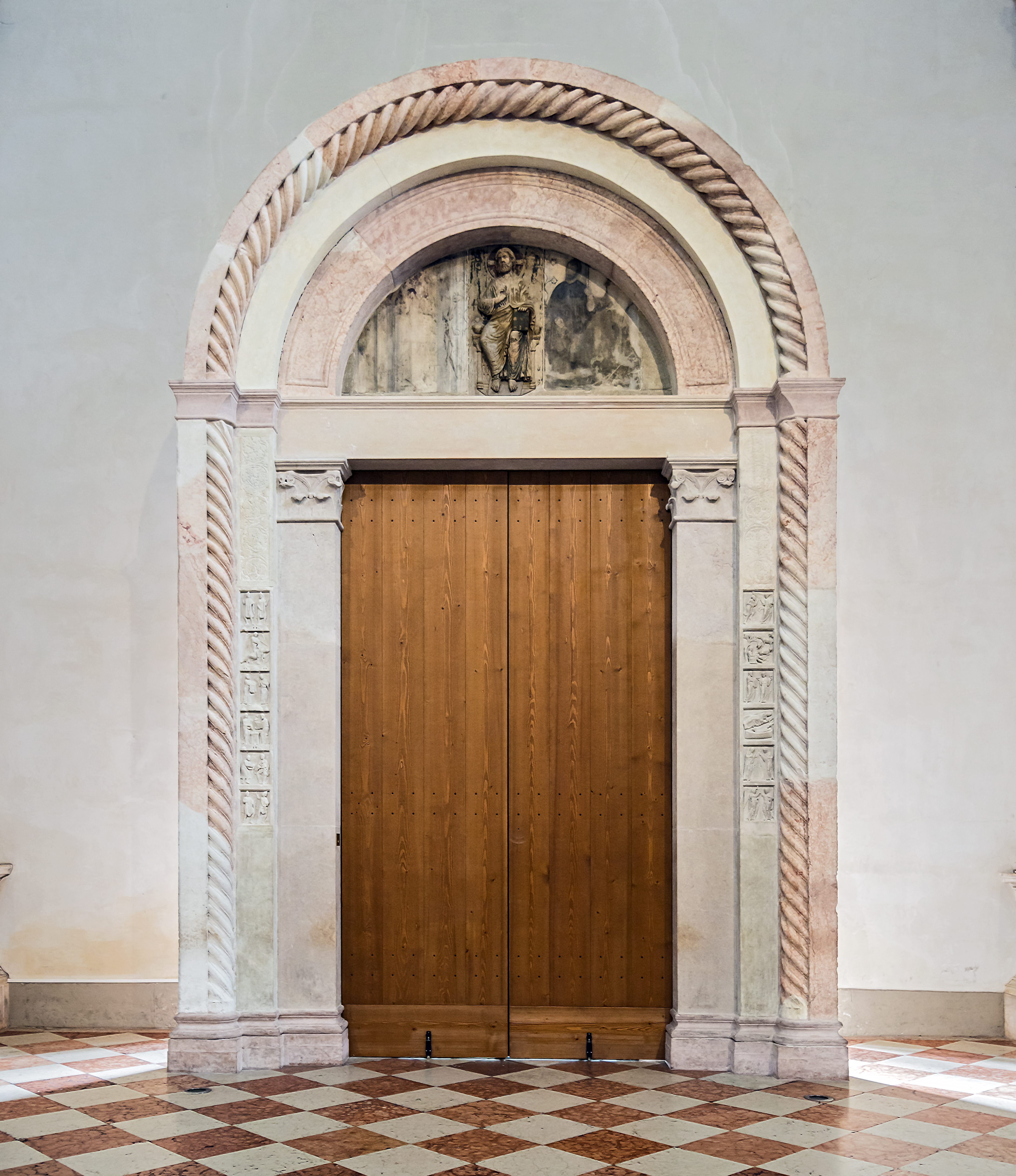
Portal aus dem 15. Jahrhundert, innen rekonstruiert
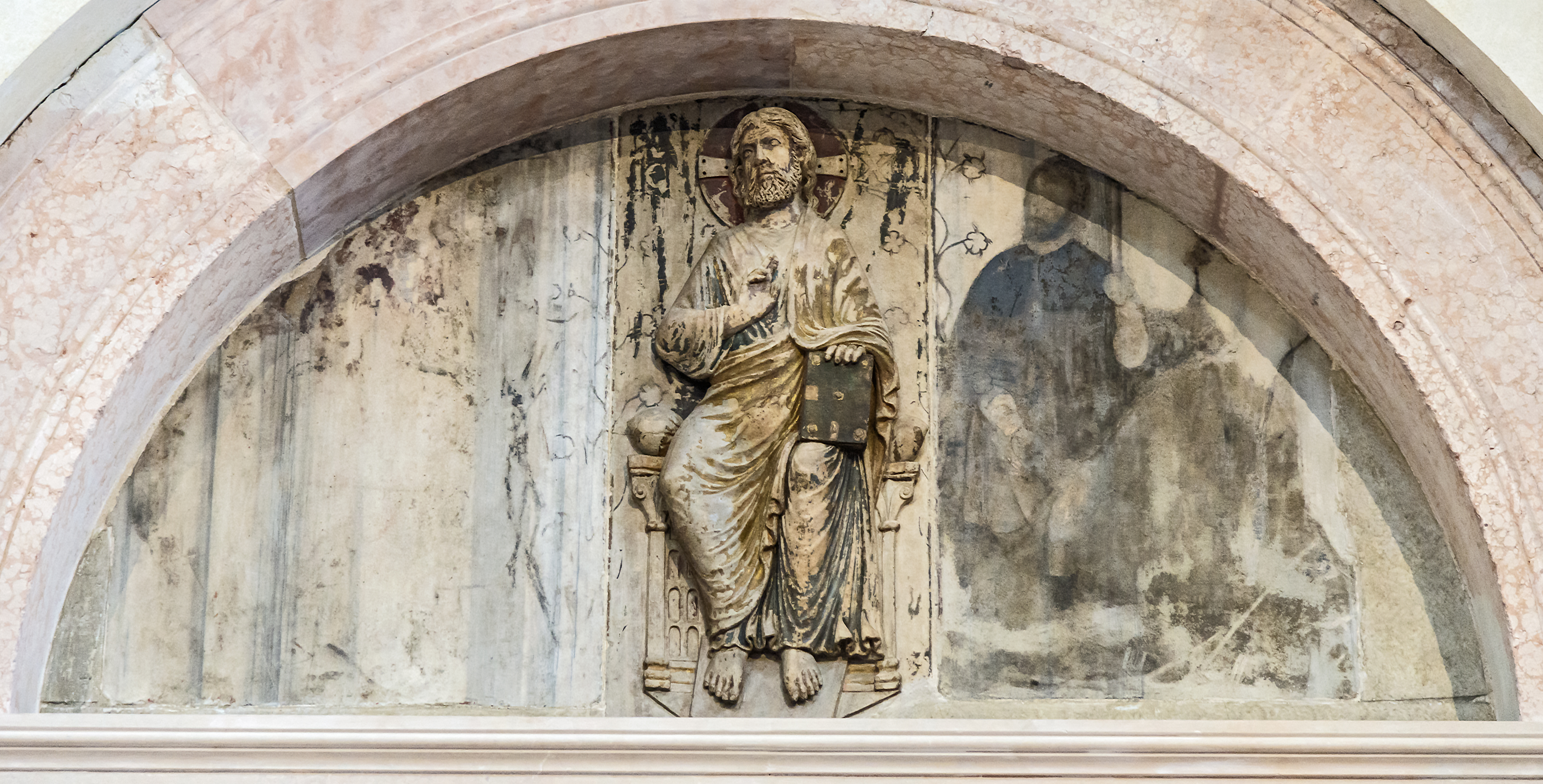
Tympanon des alten romanischen Portals, Christus in Majestät
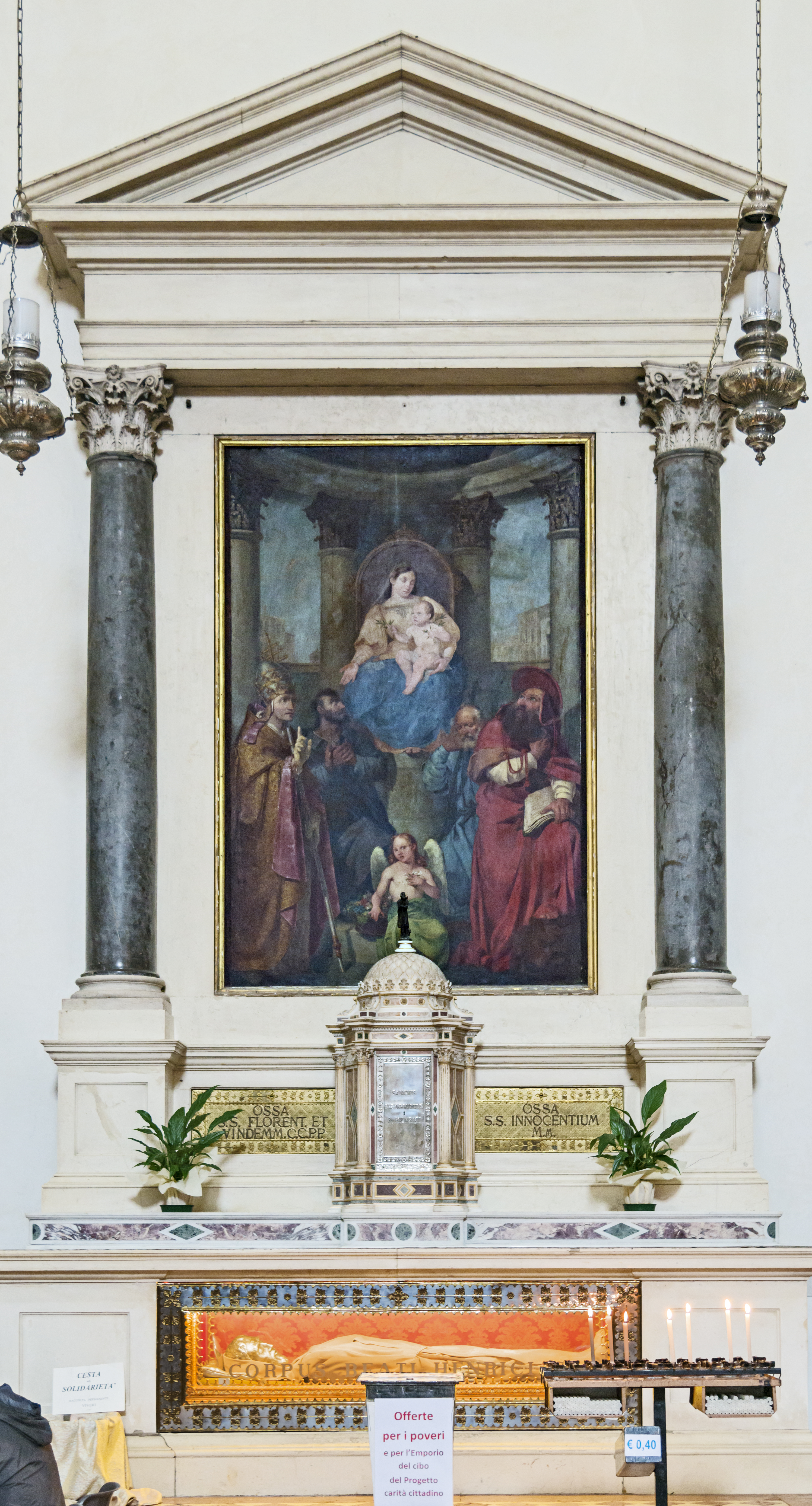
Altar des seligen Heinrich von Bozen

#### Kapelle der Jungfrau Maria
Die Holzstatue in der Mitte des Altars, ein neueres Werk (19. Jahrhundert) des Grödner Künstlers Ferdinand Stuflesser, stellt Maria, Hilfe der Christen dar. An den Seiten stehen die zwei Marmorstatuen des heiligen Liberale d’Altino, des Schutzpatrons der Stadt, und des heiligen Antonius des Großen, Werke der venezianischen Schule (Ende des 16. Jahrhunderts). Auf den Säulen vor der Kapelle befinden sich die Statue Johannes des Täufers von Alessandro Vittoria aus dem Jahr 1570 und das Flachrelief der Heimsuchung von Lorenzo Bregno aus dem Jahr 1565. In dieser Kapelle ruhen Giuseppe Apollonio, Bischof von Treviso von 1883 bis 1903, und Federico Zinelli, Bischof von 1862 bis 1879.

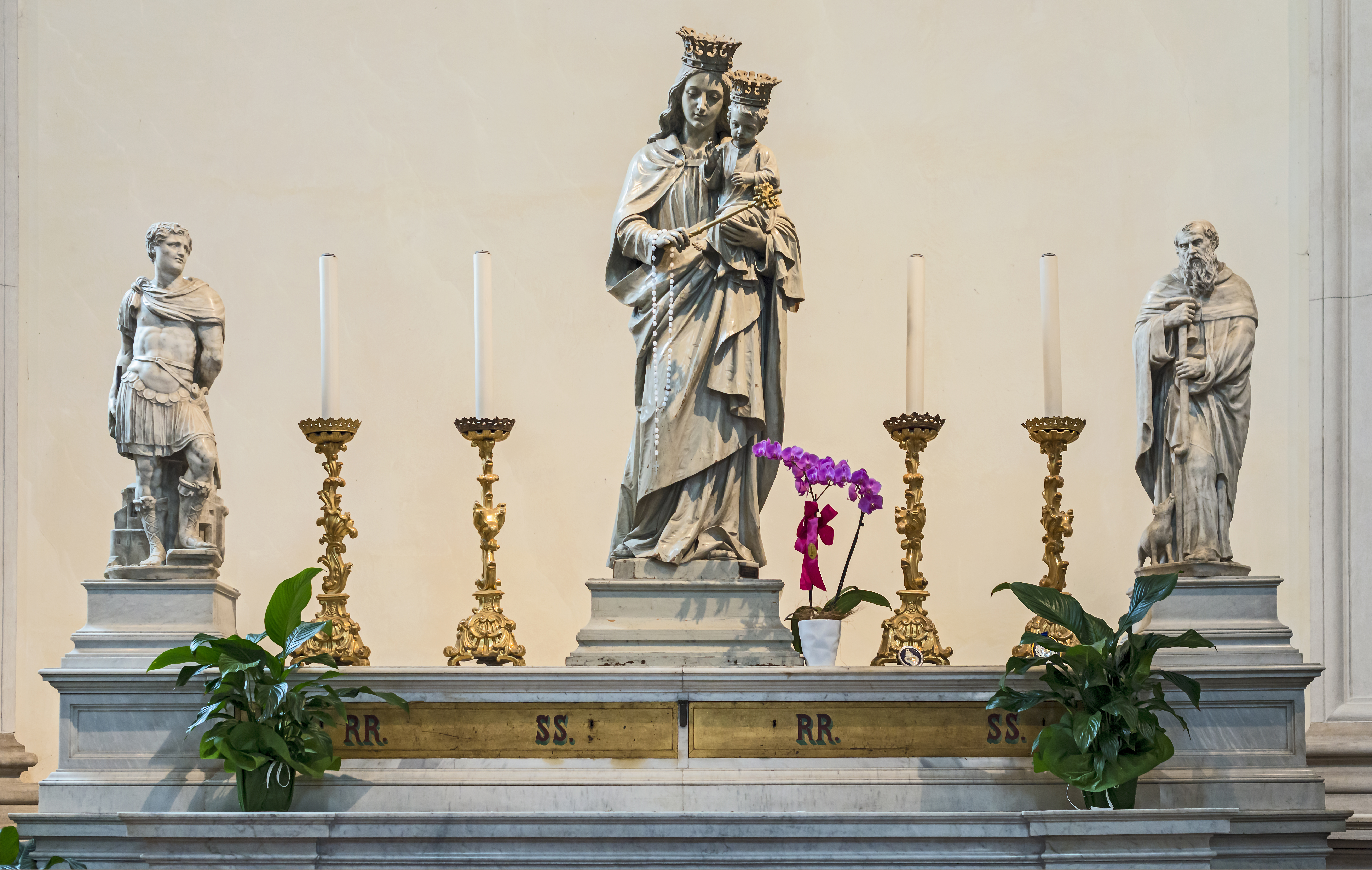
Kapelle der Jungfrau Maria
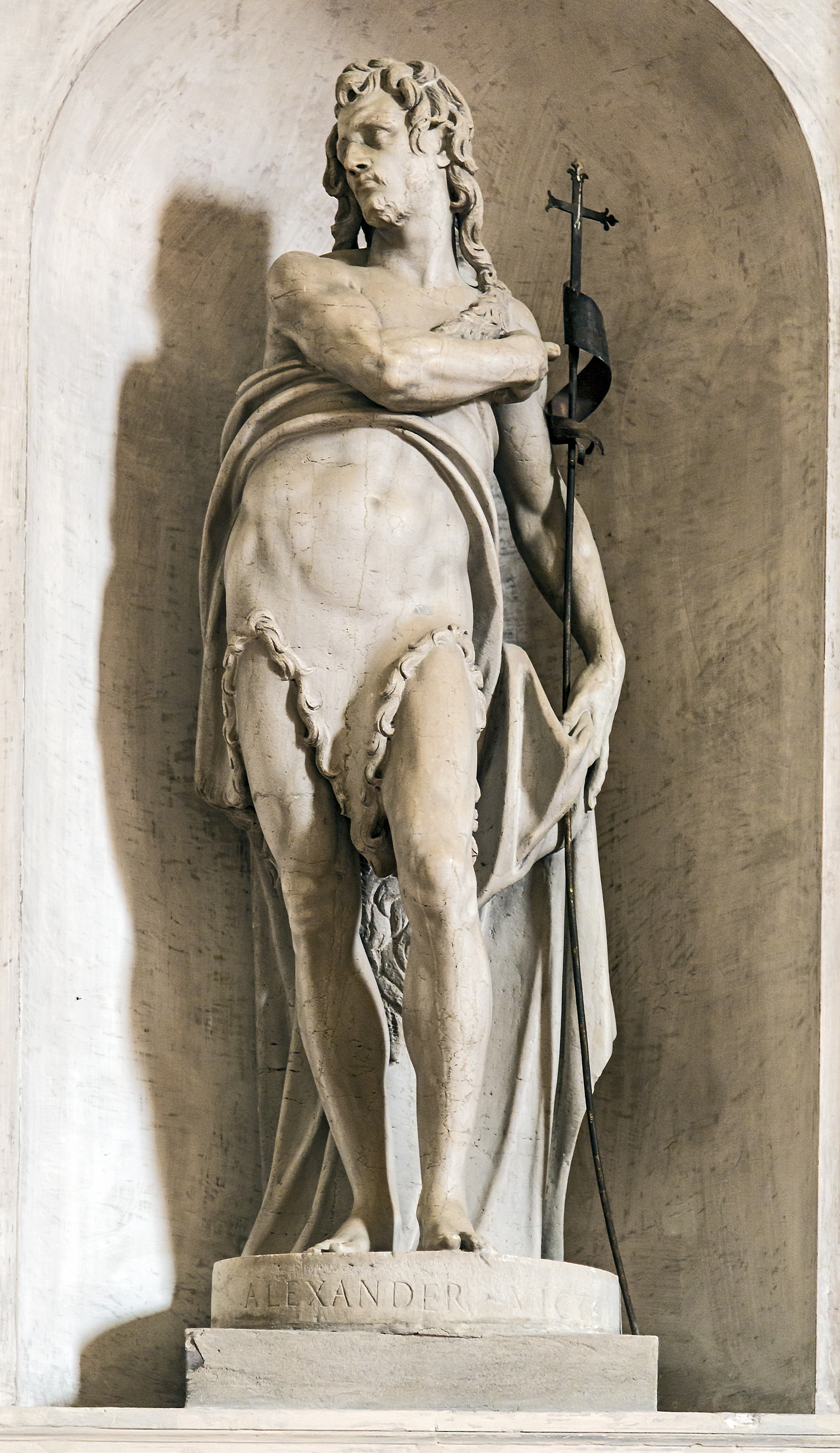
Alessandro Vittoria: Johannes der Täufer
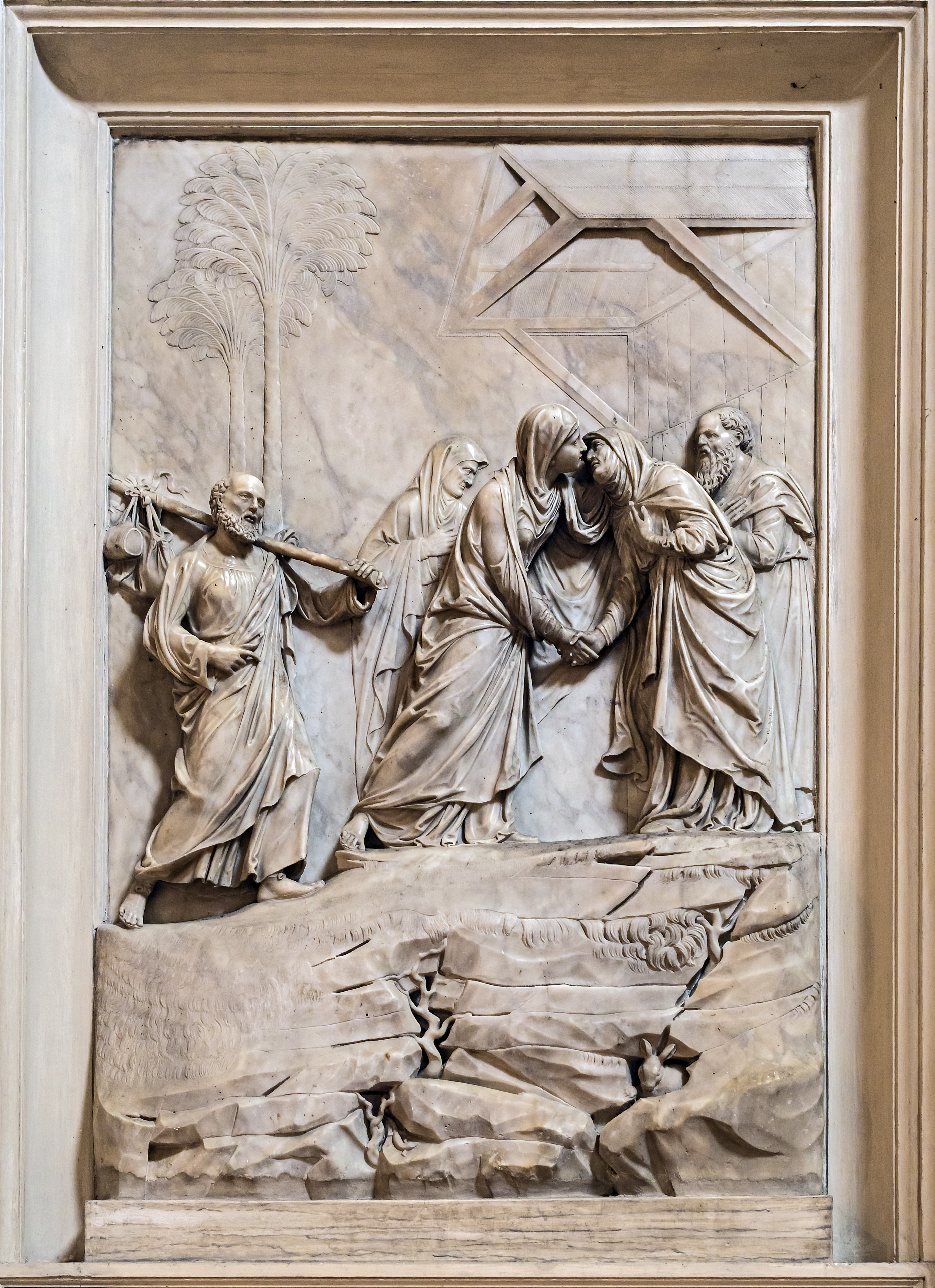
Lorenzo Bregno: Der Heimsuchung

#### Altar der Heiligen der Diözese Treviso des 19. und 20. Jahrhunderts
Der Altar der Heiligen der Diözese Treviso war ursprünglich Papst Pius X. gewidmet. Auf ihm stand eine große vergoldete Bronzestatue, die 1954 anlässlich der Heiligsprechung des „Papstes von Treviso“ von dem Bildhauer Toni Benetton gegossen worden war. 2019 wurde der Altar den Heiligen der Diözese Treviso des 19. und 20. Jahrhunderts neu gewidmet. Seitdem trägt er ein großes Gemälde des bosnischen Malers Safet Zec mit dem Titel Das Brot der Nächstenliebe – Die Heiligen der Kirche von Treviso im 19. und 20. Jahrhundert. Die Statue Pius X. wurde auf den Altar von Santa Giustina genau gegenüber versetzt.

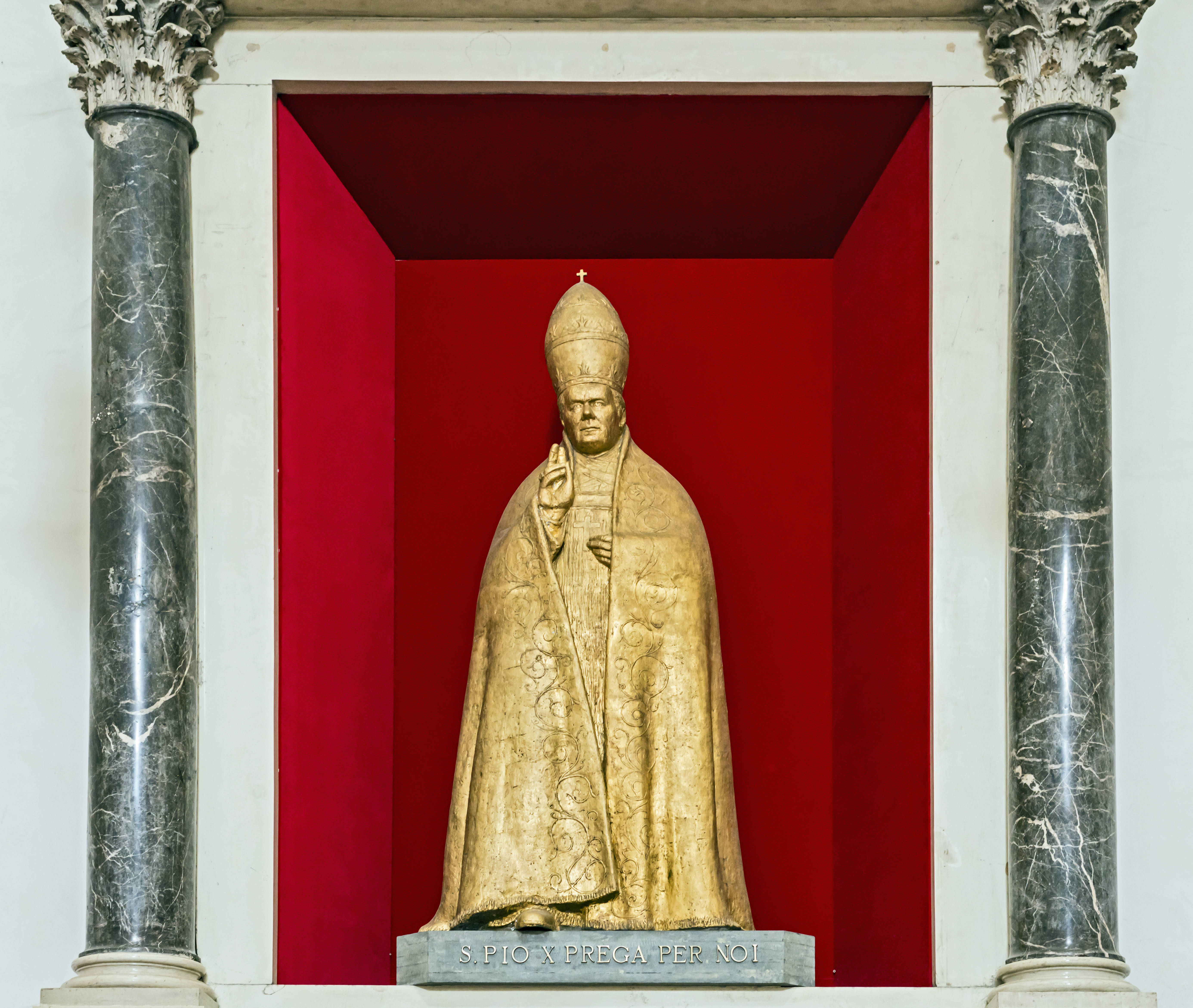
Toni Benetton: Bronzestatue von Papst Pius X.
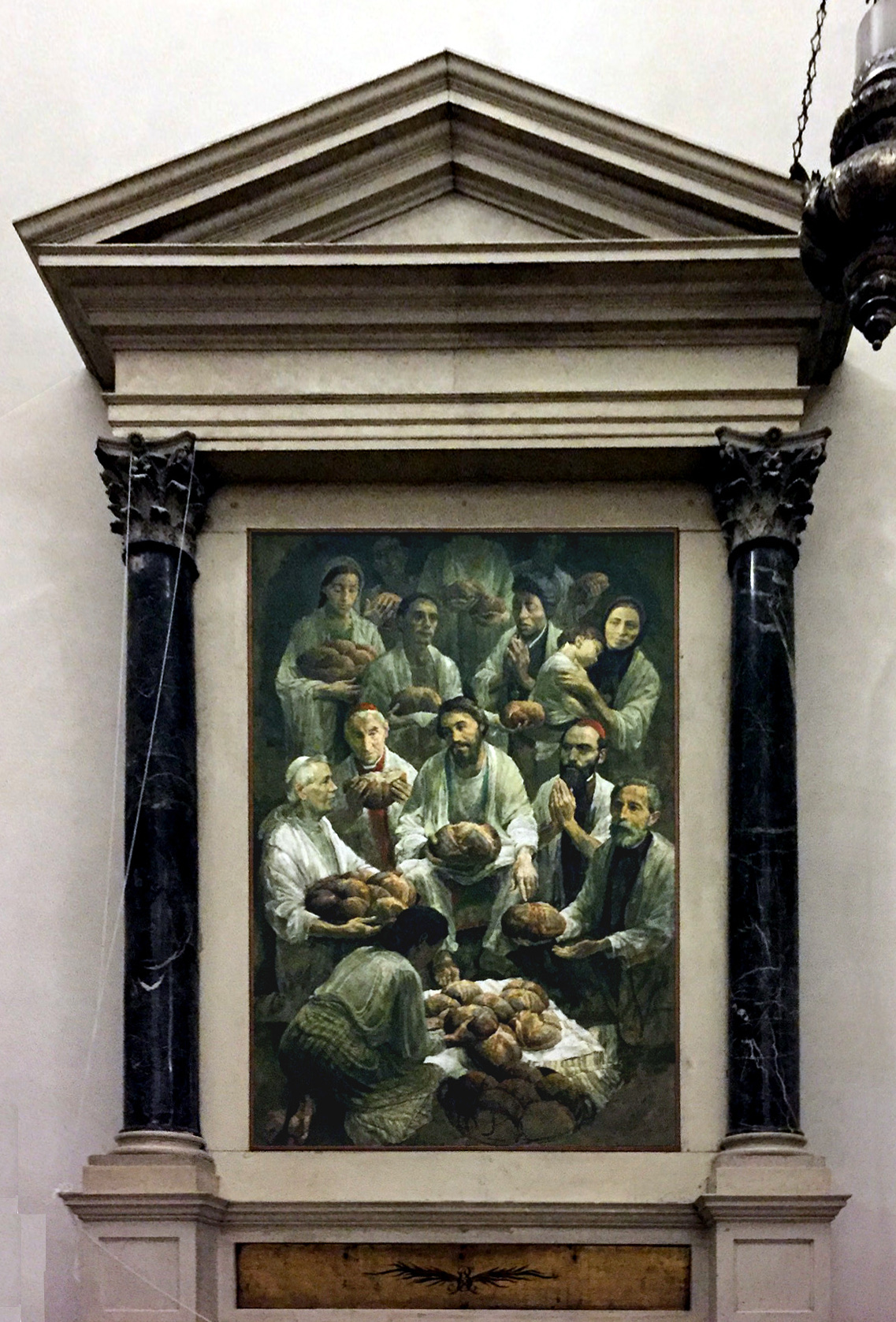
Safet Zec: Altarbild

#### Kapelle der Mariä Verkündigung oder Malchiostro-Kapelle
Am Ende des rechten Seitenschiffs und links vom Hochaltar, neben der Sakristei, befindet sich die Malchiostro-Kapelle, der eine kleine Vorhalle vorgelagert ist, die sich über dem Niveau der Kirche befindet. In der Vorhalle sind die Anbetung der Hirten und das Altarbild von Laurentius von Rom von Paris Bordone, die Madonna mit der Blume von Girolamo da Treviso dem Älteren (1487) und die Mariä Aufnahme in den Himmel von Domenico Capriolo zu sehen. An der rechten Wand des Vestibüls ist das Grabmal des Bischofs Castellano Salomone aus dem Jahr 1322 angebracht, ein Werk eines venezianischen Künstlers mit bedeutenden toskanischen Einflüssen.

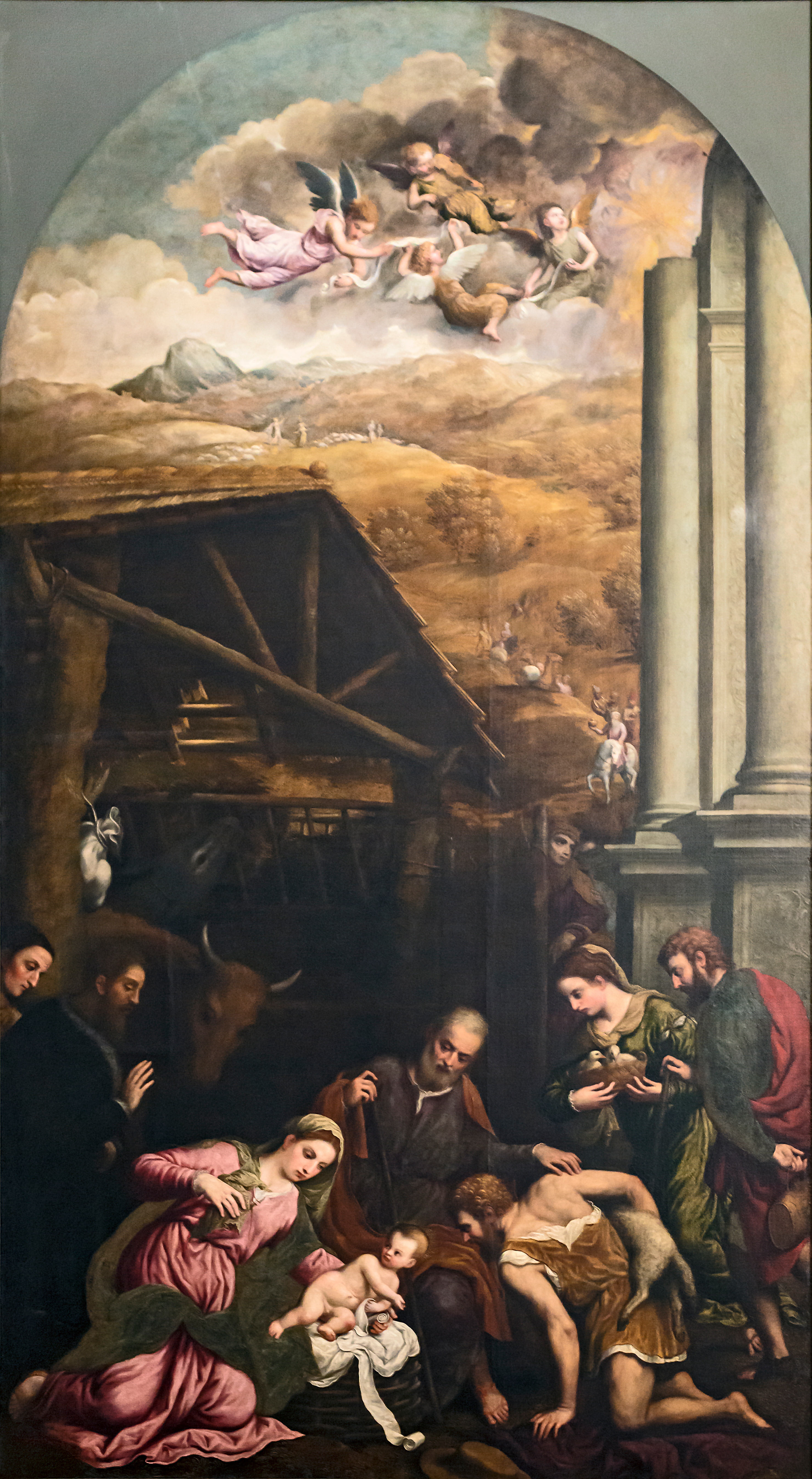
Paris Bordone: Anbetung der Hirten
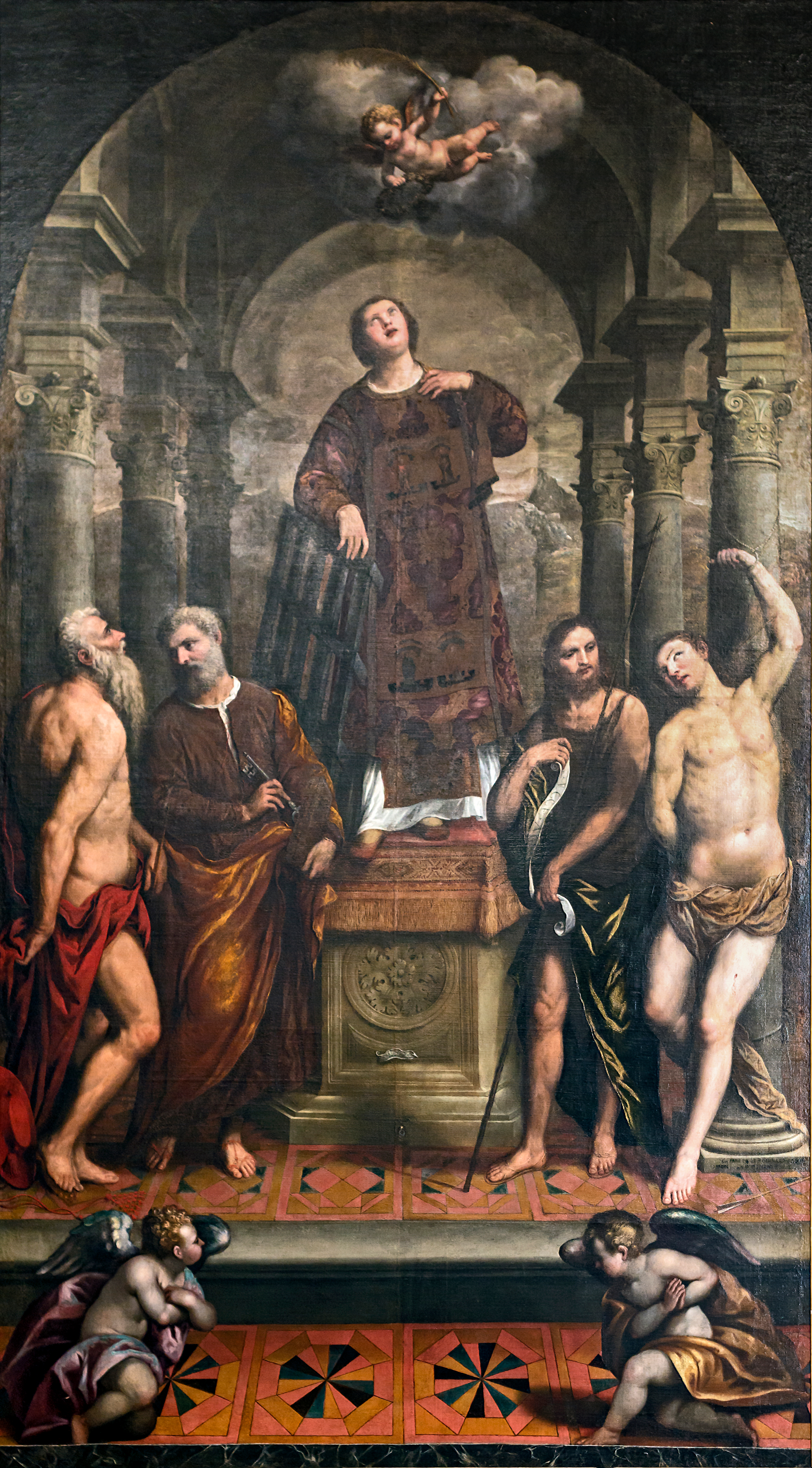
Paris Bordone: Altarbild des hl. Laurentius
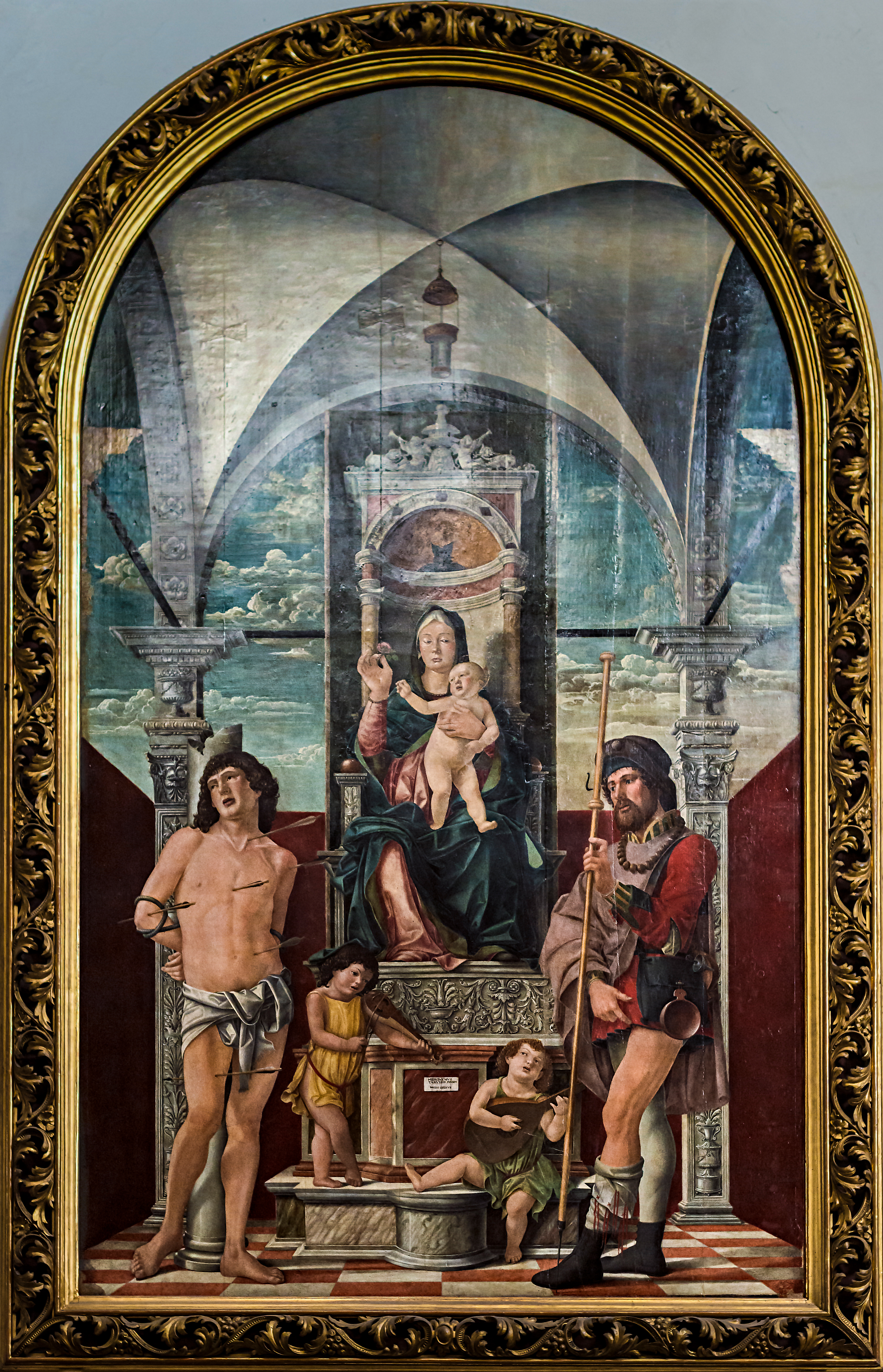
Girolamo da Treviso: Madonna mit der Blume
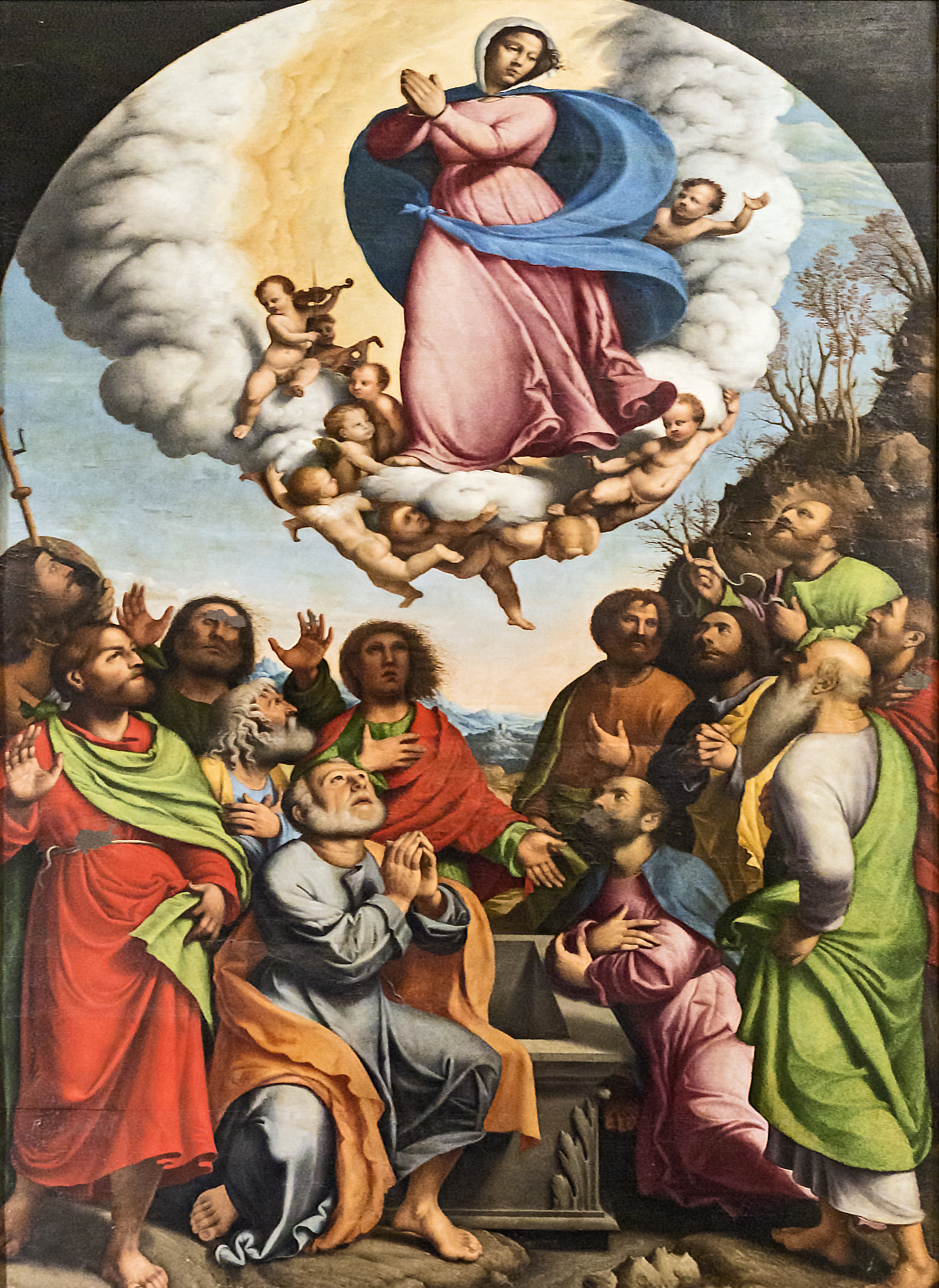
Domenico Capriolo: Mariä Aufnahme in den Himmel
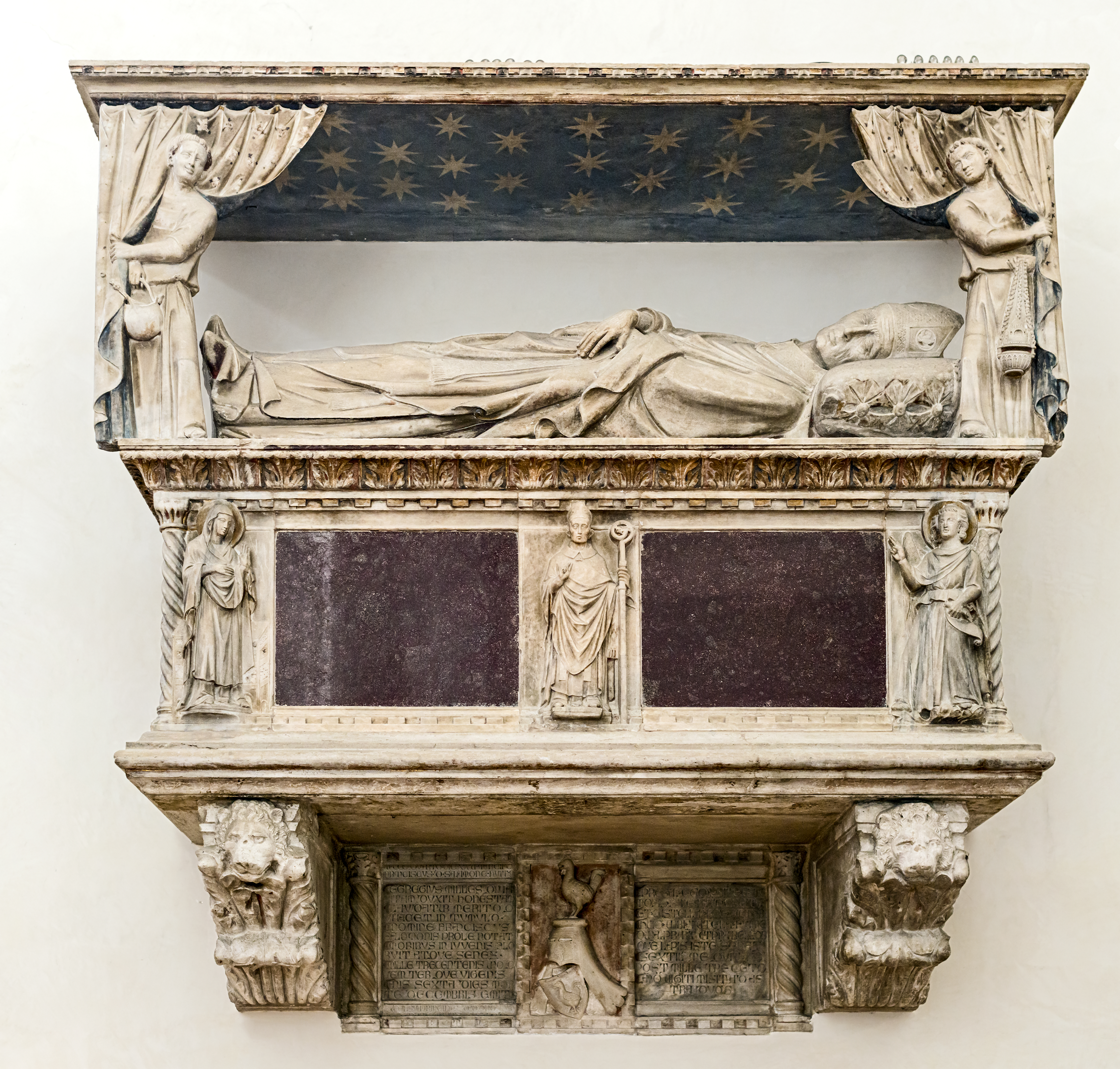
Castellano Salomone: Bischöfliche Grablegungsarche

#### Hochaltar
In der Mitte vor dem Chor steht der Hauptaltar. Der Chor ist fast so tief wie das Kirchenschiff und zeichnet sich durch verschiedene dekorative Elemente aus, wie den alten Hochaltar, das Fresko in der Apsis, das die Unbefleckte Empfängnis des trevisaner Künstlers Antonio Beni darstellt, oder das Chorgestühl, in dem die Kanoniker und Presbyter während der großen Pontifikalämter sitzen und knien. Auf der linken Seite überragt die Apotheose des Heiligen Pius X. den Raum, ein Fresko von Biagio Biagetti. Der Zelebrationsaltar, der von Bischof Paolo Magnani im Jahr 1999 geweiht wurde, besteht aus dem Sarkophag, der vormals die sterblichen Überreste des seligen Heinrich von Bozen aus dem 14. Jahrhundert enthielt. Die von dem lombardischen Bildhauer Mario Rudelli geschaffenen Kathedra und Ambo sind neu. Die Gestaltung der Apsis ist das Werk von Pietro Lombardo und seinen Söhnen, die auch den alten Hochaltar schufen. Letzterer birgt die Überreste der Märtyrer Theonistus, Tabra und Tabrata: Von den Lombardo stammt außerdem das Denkmal des Bischofs Giovanni Dacre, bekannt als Zanetto (1486), an der linken Wand. Gegenüber befindet sich das Denkmal für Papst Alexander VIII., ein barockes Werk von Giovanni Bonazza, das zwischen 1689 und 1693 entstand.

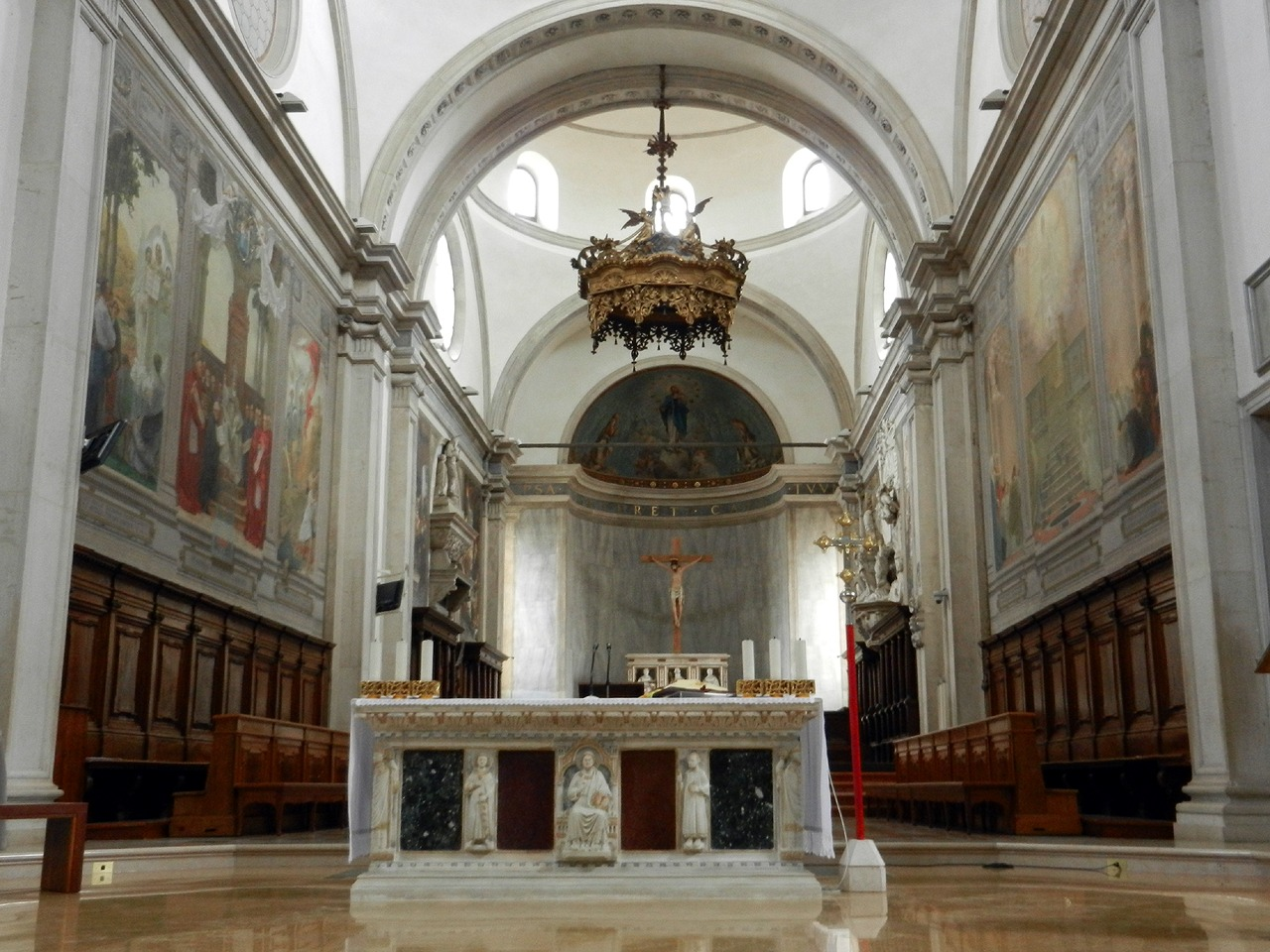
Hochaltar und Chor
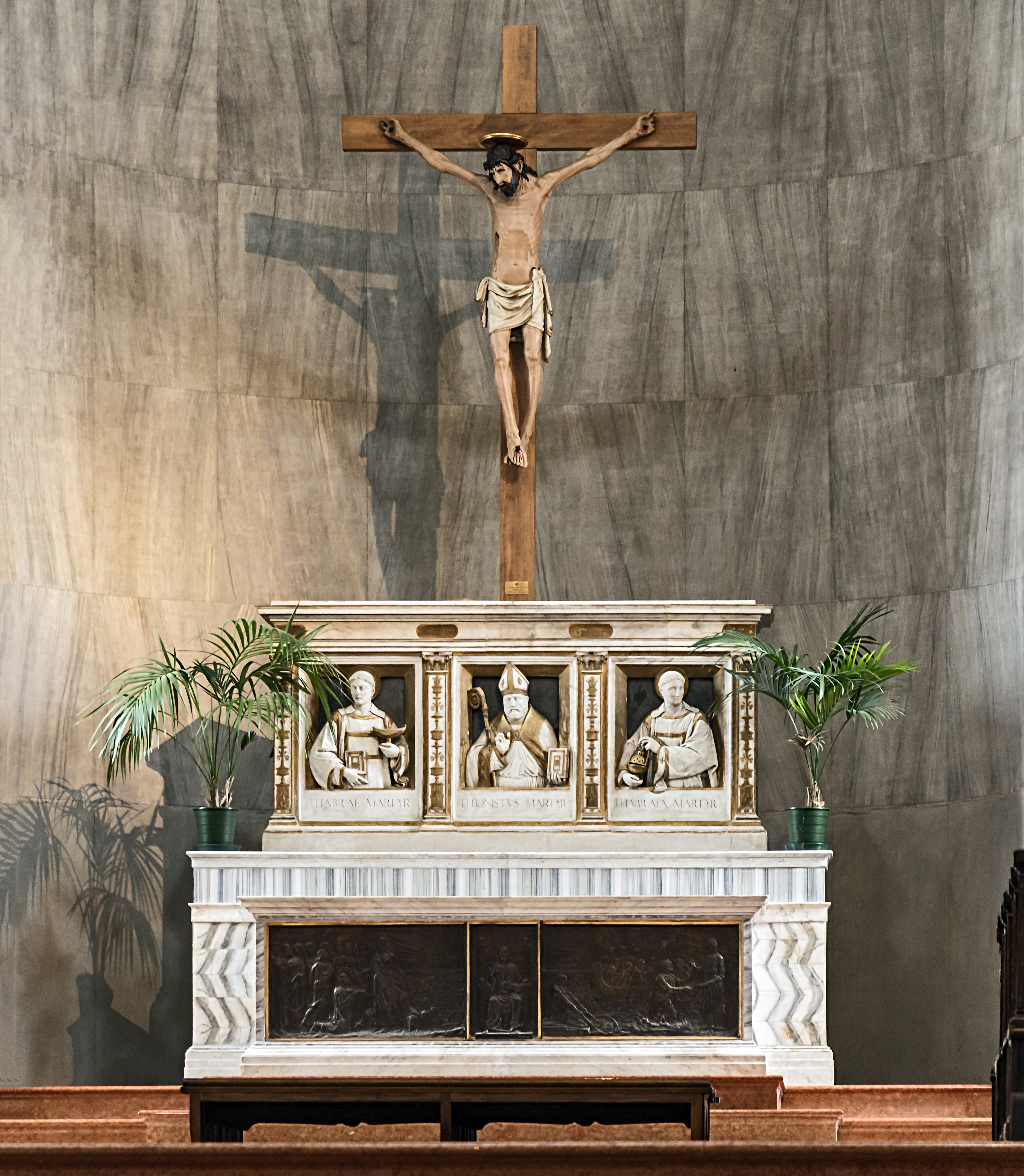
Alter Hochaltar
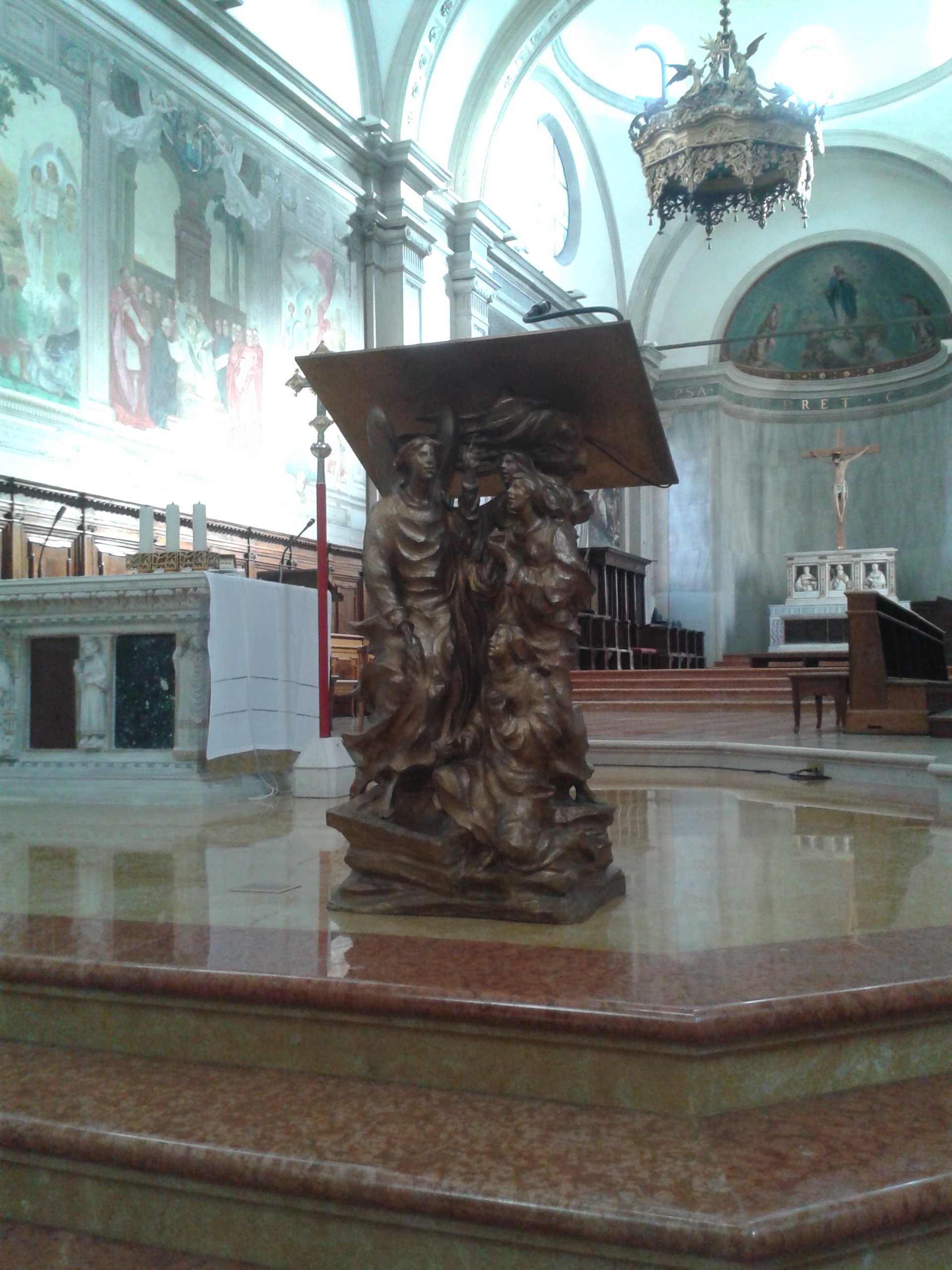
Der Ambo von Mario Rudelli
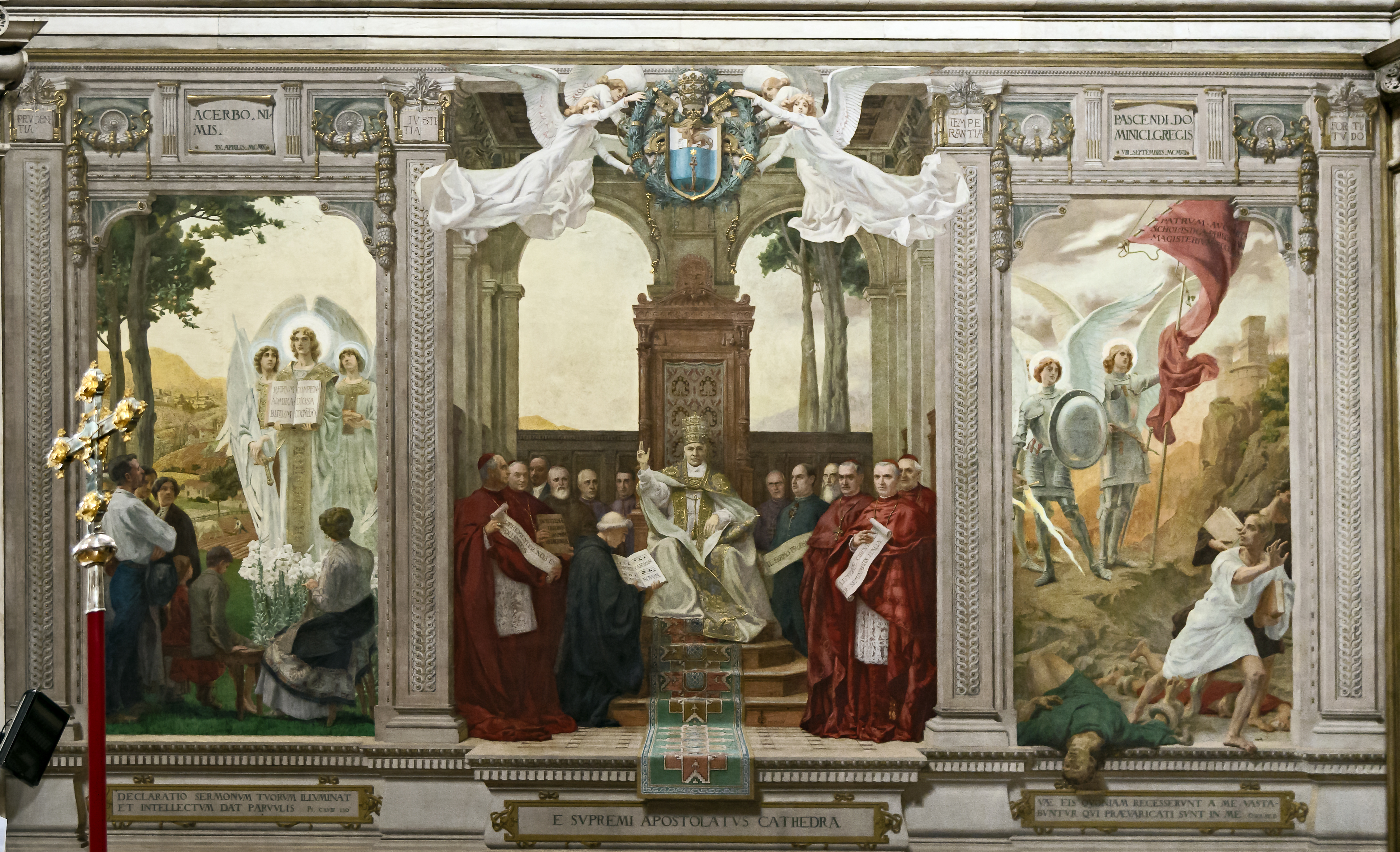
„Die Apotheose des Heiligen Pius X.“ von Biagio Biagetti

#### Kapelle des Allerheiligsten Sakraments
Am Ende des linken Seitenschiffs, rechts vom Hochaltar, ist in der im 16. Jahrhundert errichteten Kapelle des Allerheiligsten Bischof Niccolò Franco († 1499) beerdigt, der mit Hilfe der Franziskaner die Monte di Pietà in Treviso gründete. Sie wird Antonio Maria da Milano zugeschrieben. Das Vestibül trägt das Wappen des Bischofs Bernardo de’ Rossi, der es bei Magister Antonio und Pietro tajapria, wie auf der Tafel unter dem Wappen vermerkt, zwischen 1501 und 1514 in Auftrag gab. Das Grabdenkmal des Bischofs Nicolò Franco, das 1501 von einem Künstler der lombardischen Schule geschaffen wurde, ist im Stil der Renaissance gestaltet. In der Apsis befindet sich das Fresko des Pantokrators von Pier Maria Pennacchi aus dem Jahr 1511, während in den Pendentifs der Kuppel die Flachrelieffiguren der vier Evangelisten von Lorenzo Bregno zu sehen sind.

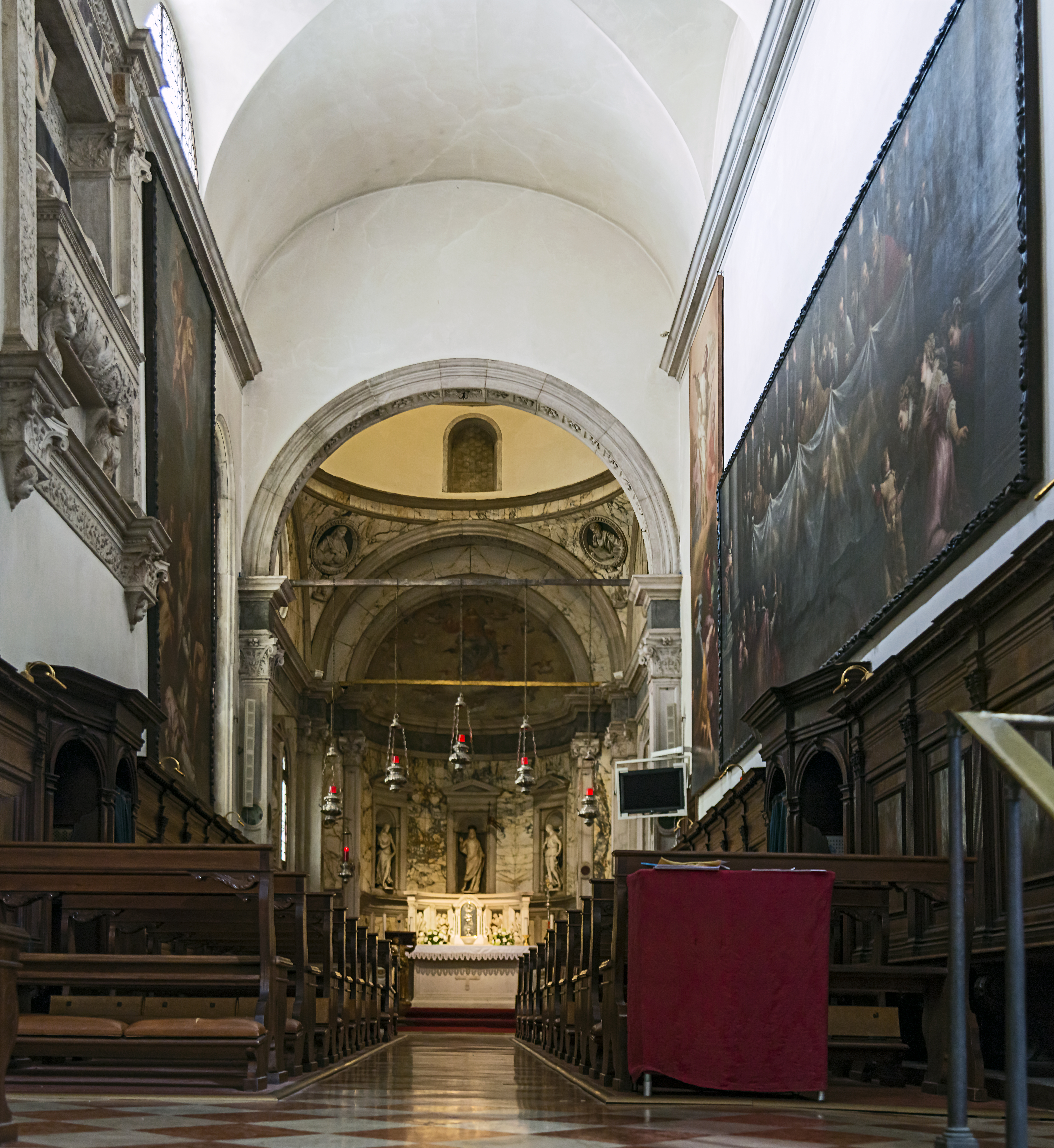
Kapelle des Allerheiligsten Sakraments
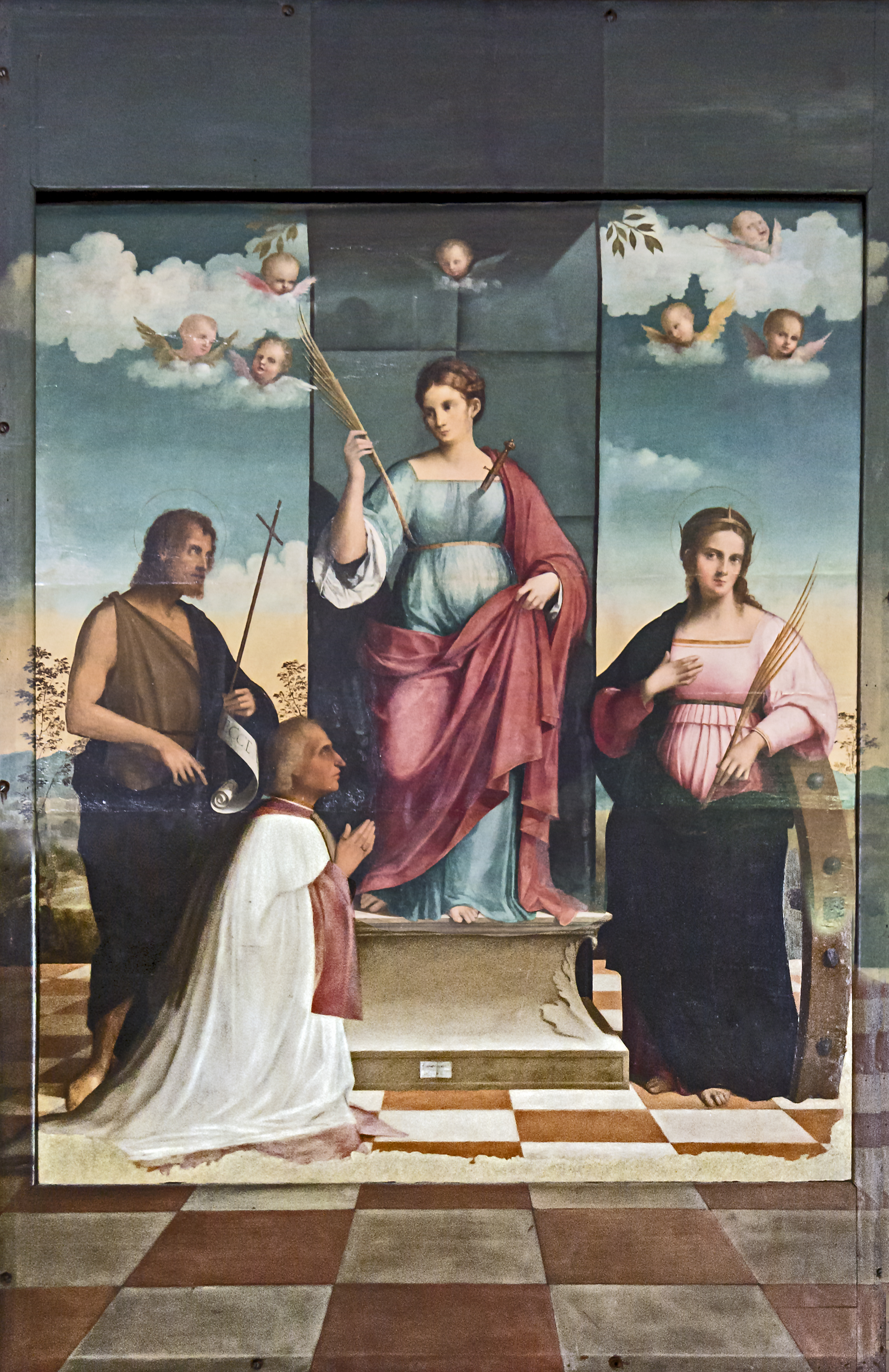
:Francesco Bissolo: Die heilige Justine zwischen den Heiligen Johannes dem Täufer und Katharina von Alexandrien und einem Gönner
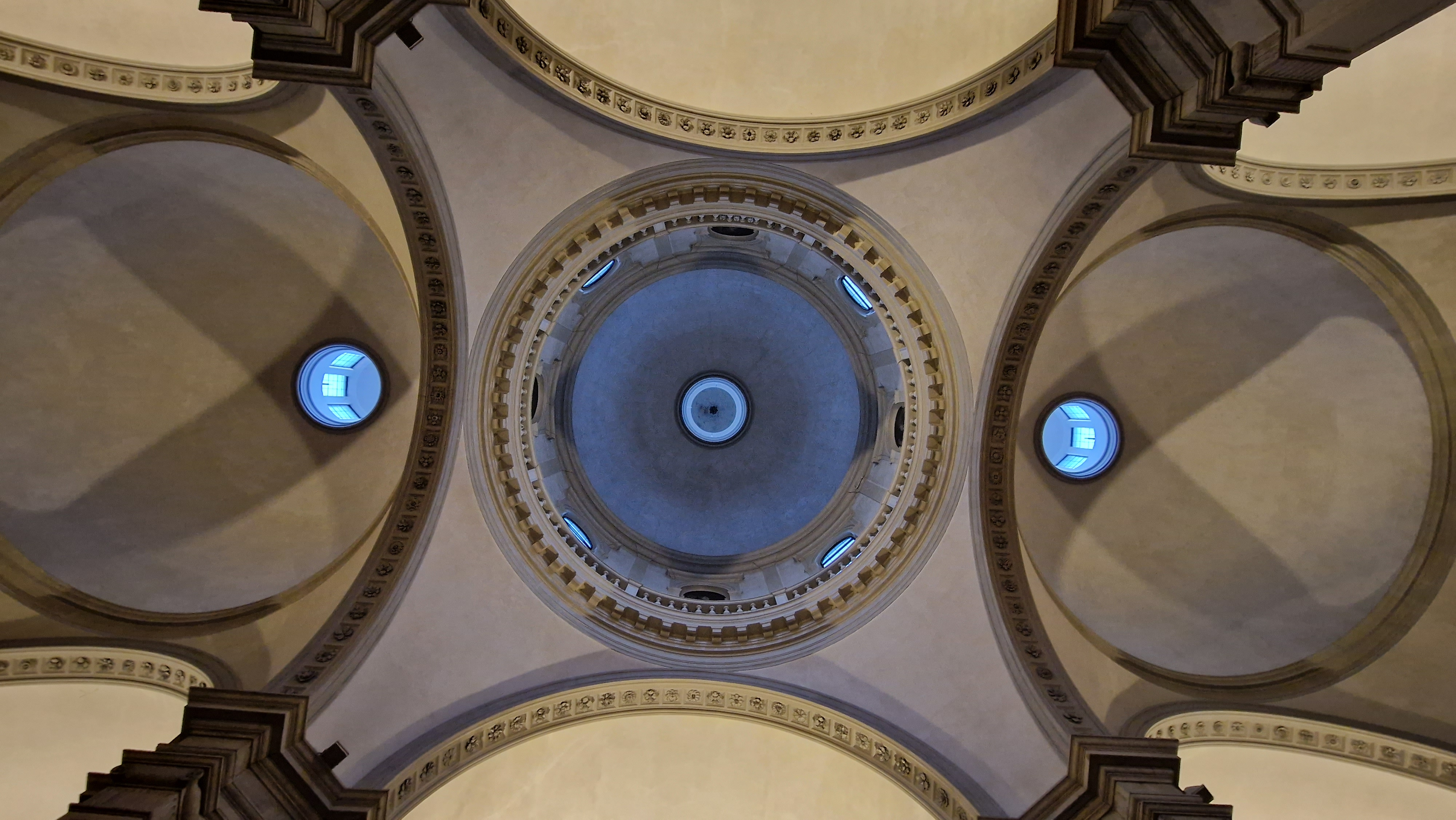
Inneres der Kuppeln des Kirchenschiffs

#### Kirchenschiffe
In den Kirchenschiffen befinden sich zahlreiche Kunstwerke, darunter die folgenden drei: im Altar der Justina von Padua ein Altarbild von 1530 von Francesco Bissolo, das die heilige Justina zwischen Johannes dem Täufer und der hl. Katharina von Alexandrien sowie einem Spender darstellt, in einer Nische des zweiten Pfeilers des linken Seitenschiffs die eine Statue der Madonna mit Kind von Tommaso Lombardo und, symmetrisch zu der vorherigen, ein Flachrelief von Lorenzo Bregno, mit der Szene der  Heimsuchung Mariens.

### Krypta

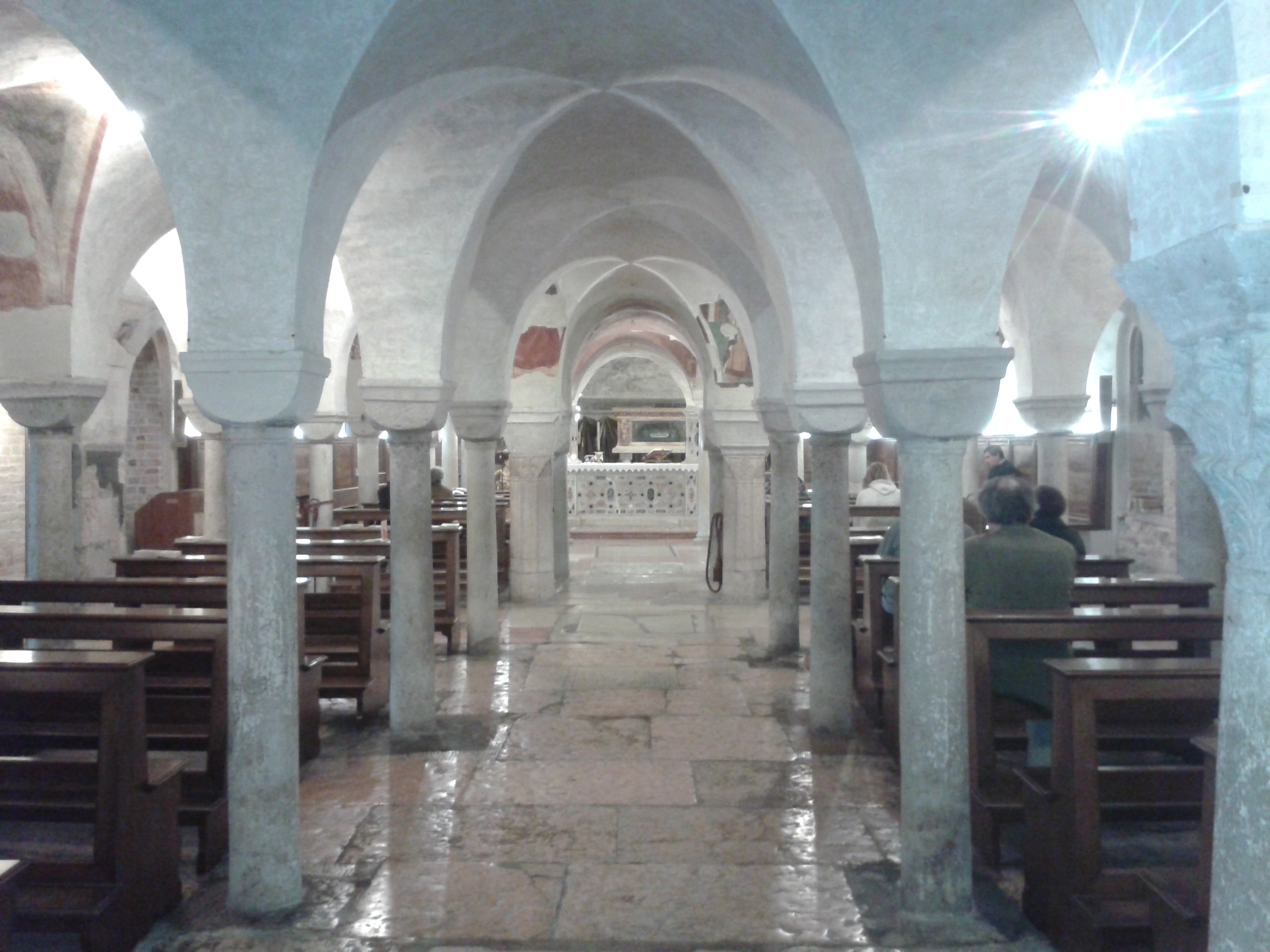
Krypta

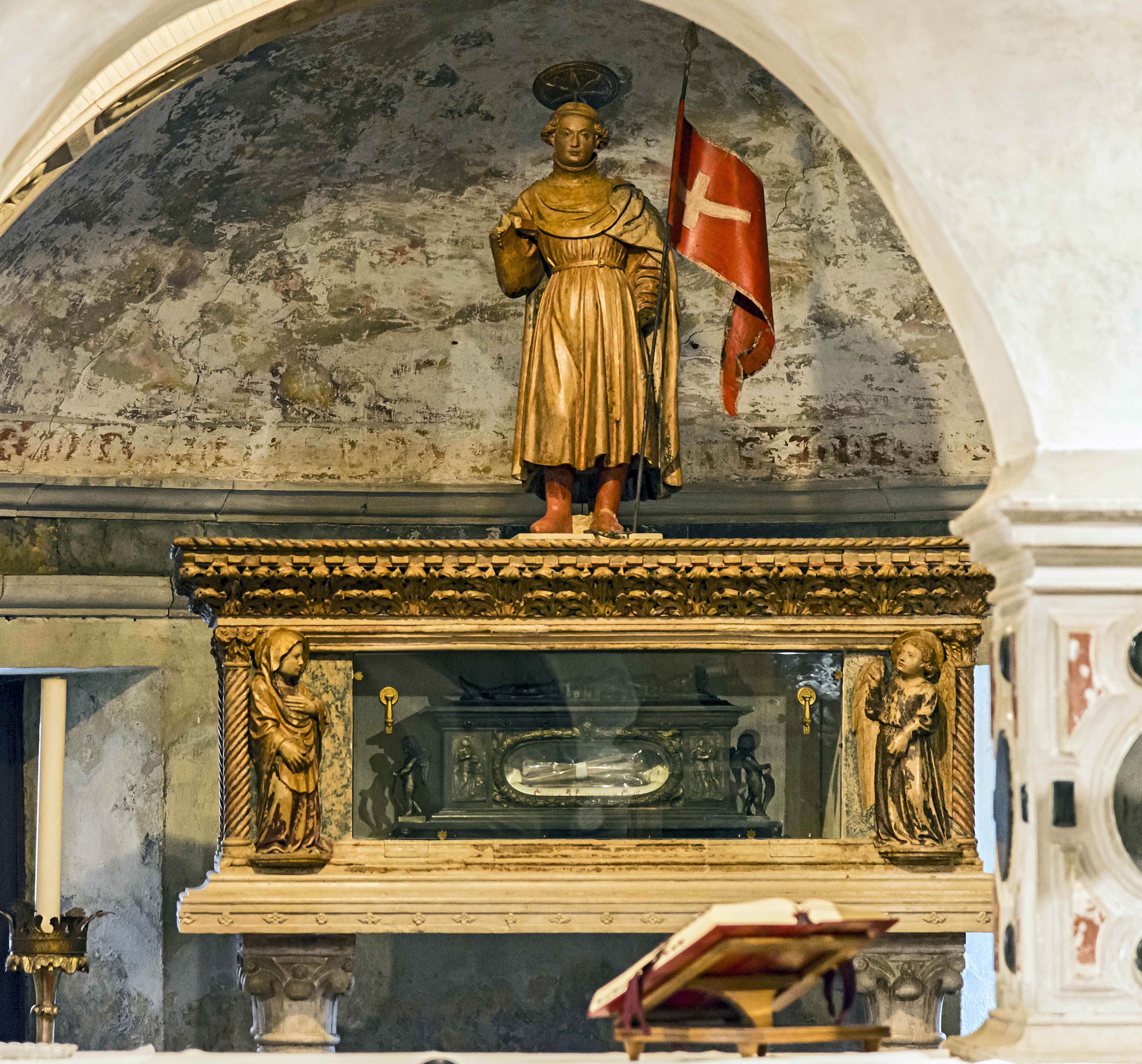
Reliquiar des hl. Liberale d’Altino in der Krypta

Die Krypta ist der älteste Raum des Doms. Es ist durch 68 Säulen mit unterschiedlich geformten Kapitellen in drei Schiffe unterteilt. Der darüber liegende Chor wird von vier großen gemauerten Pfeilern getragen. Die Hauptkapelle wird von zwei monolithischen Säulen aus rotem Veroneser Marmor mit achteckigem Sockel aus der langobardischen Zeit eingeleitet. In der Apsis steht die Arche des Heiligen Liberale d’Altino, eines römischen Soldaten, der aus dem nahe gelegenen Altino stammte, zum Christentum konvertierte, Einsiedler wurde und heute der Schutzpatron von Treviso ist. Der Sarkophag ruht auf einem kostbaren polychromen Majolikaboden mit Pflanzenmotiven. Sie ist wahrscheinlich das Werk einer venezianischen Werkstatt und stammt aus der Mitte des 16. Jahrhunderts. An den Decken und Wänden sind noch Fragmente von Fresken zu finden, die zwischen dem 13. und dem 14. Jahrhundert datiert werden können, während in der Kapelle am Ende des Kirchenschiffs in cornu Evangelii, in der die letzten Diözesanbischöfe beigesetzt sind, aus der Zeit von Kardinal Francesco Corner stammende Grotesken zu sehen sind.

## Orgeln
Dokumente belegen die Orgelgeschichte des Doms von Treviso bis ins Jahr 1364 zurück. Die erste Orgel wurde von Mastro Lorenzo dai Organi, in der Nähe des heutigen Altars von Pius X. errichtet. Dieses Instrument wurde 1436 von Ordensbruder Nicolao de Alemania und 1481 von Ordensbruder Urbano von Venedig fast vollständig umgebaut und 1769 durch ein Werk des Orgelbauers Gaetano Callido ersetzt.
Im Jahr 1876 modernisierte Giacomo Locatelli dieses Instrument, das auf der heute nicht mehr existierenden Chorempore im cornu epistolae stand. Das klangliche Material von Callido-Locatelli wurde später für den Bau der Orgel in der Kirche San Cipriano in Roncade verwendet.
Im Jahr 1915 wurde eine neue große Orgel von Giovanni Tamburini eingebaut; sie wurde auf dem Boden des Chors hinter dem Hochaltar aufgestellt. Diese Orgel wurde zugunsten des heutigen Instruments außer Betrieb genommen und in die Kirche Mariä Geburt von Trebaseleghe gebracht.

### Hauptorgel
Die große Orgel wurde im Jahr 2000 als eine Kooperation der Werkstätten Orgelbau Kuhn (Männedorf (Schweiz)) und Gerhard Hradetzky (Oberbergern (Niederösterreich)) erbaut. Neben der Projektleitung übernahm die Werkstatt Kuhn auch die Planung und den Bau von Spiel- und Registertraktur, des Spieltischs, der Windanlage und den Bau der Zungenpfeifen, während Hradetzky für die Prospektgestaltung, das Gehäuse, die Holzpfeifen, die Labialpfeifen und die Intonation verantwortlich zeichnete. Der Orgelneubau war vom damaligen Bischof Paolo Magnani anlässlich des Jubiläumsjahrs 2000 in Auftrag gegeben worden, die Weihe fand am 25. November 2000 statt.
Sie ist mit kombinierter Traktur ausgestattet (mechanische Spieltraktur und elektrische Registertraktur) und verfügt über drei Manuale mit je 58 Tasten und ein Pedal mit 30 Tasten. Die 49 klingenden Register werden durch zwei Transmissionsregister im Pedal ergänzt und sind auf Schleifladen aufgebaut. Das Instrument befindet sich in der linken Seitennische und ist in der Höhe den alten Orgeln der italienischen Schule nachempfunden.
Die für eine italienische Orgel dieser Größe ungewöhnliche Disposition ist auf die Darbietung eines möglichst breiten Spektrums an Orgelmusik ausgelegt, das reich besetzte Schwellwerk ermöglicht dabei die stilgerechte Aufführung französischer Musik der Romantik. Sie lautet wie folgt:
| I Grand Organo C–a3 |                     |       |
| 1.                  | Principale di legno | 16′   |
| 2.                  | Principale          | 8′    |
| 3.                  | Flauto maggiore     | 8′    |
| 4.                  | Corno camoscio      | 8′    |
| 5.                  | Ottava              | 4′    |
| 6.                  | Flauto              | 4′    |
| 7.                  | Duodecima           | 2 ⁄3′ |
| 8.                  | Superottava         | 2′    |
| 9.                  | Cornetto            | 8′    |
| 10.                 | Ripieno grave       | 2′    |
| 11.                 | Ripieno acuto       | 1 ⁄3′ |
| 12.                 | Tromba              | 16′   |
| 13.                 | Tromba              | 8′    |

| II Positivo C–a3 |                 |        |
| 14.              | Principale      | 8′     |
| 15.              | Bordone         | 8′     |
| 16.              | Salicionale     | 8′     |
| 17.              | Ottava          | 4′     |
| 18.              | Flauto          | 4′     |
| 19.              | Flauto in Va    | 2 ⁄3′  |
| 20.              | Superottava     | 2′     |
| 21.              | Terza           | 1 3⁄5′ |
| 22.              | Quinta Flautata | 1 ⁄3′  |
| 23.              | Piccolo         | 1′     |
| 24.              | Ripieno         | 1 ⁄3′  |
| 25.              | Cromorno        | 8′     |
|                  | Tremulante      |        |

| III Récit C–a3 |                 |       |
| 26.            | Quintaton       | 16′   |
| 27.            | Flauto armonico | 8′    |
| 28.            | Cor de nuit     | 8′    |
| 29.            | Viola da gamba  | 8′    |
| 30.            | Voce celeste    | 8′    |
| 31.            | Principale      | 4′    |
| 32.            | Flauto traverso | 4′    |
| 33.            | Flautino        | 2′    |
| 34.            | Cornetto d’eco  | 2 ⁄3′ |
| 35.            | Pieno           | 2′    |
| 36.            | Fagotto         | 16′   |
| 37.            | Tromba armonica | 8′    |
| 38.            | Oboe            | 8′    |
| 39.            | Voix humaine    | 8′    |
| 40.            | Clarone         | 4′    |
|                | Tremulante      |       |

| Pedalwerk C–f1 |                        |     |
| 41.            | Subbasso               | 32′ |
| 42.            | Contra-Principale      | 16′ |
| 43.            | Subbasso               | 16′ |
|                | Basso d’eco (= Nr. 26) | 16′ |
| 44.            | Basso                  | 8′  |
| 45.            | Bordone                | 8   |
|                | Violoncello (= Nr. 29) | 8′  |
| 46.            | Flauto                 | 4′  |
| 47.            | Bombarda               | 16′ |
| 48.            | Tromba                 | 8′  |
| 49.            | Clarone                | 4′  |

- Koppeln:
  - Normalkoppeln: II/I, III/I, III/II, I/P, II/P, III/P
  - Superoktavkoppel: III/P
- Spielhilfen: Setzeranlage mit 4 × 256 Kombinationen

### Krypta-Orgel
In der Krypta steht ein Orgelpositiv der neapolitanischen Schule aus der Zeit um 1850. Auf einem Manual mit 45 Tasten mit kurzer Oktave werden über mechanische Traktur sieben klingende Register angespielt.

### Campanile
Der gedrungene Baukörper des Campanile, der an das romanische Baptisterium Johannes der Täufer (13. Jahrhundert) angrenzt, verdankt seine Unvollständigkeit der Überlieferung zufolge den Dogen von Venedig, die verhindern wollten, dass er die Höhe des Markusdoms übertraf. In der Nähe des Sockels des Glockenturms, an der Fassade der Scuola del Santissimo Sacramento, befindet sich ein figürliches Fresko von Tizian. Der Glockenturm ist mit einem Geläute von fünf Glocken in H ausgestattet, die von der Gießerei Pietro Colbachini in Bassano del Grappa gegossen wurden, die drei großen Glocken im Jahr 1869 und die zwei kleineren im Jahr 1892. Diesem Ensemble wurden zwei antike „sonelli“ hinzugefügt, eine von der Firma De Poli aus Udine 1867, die andere von Giovanni Battista und Söhne Soletti 1834 gegossen.

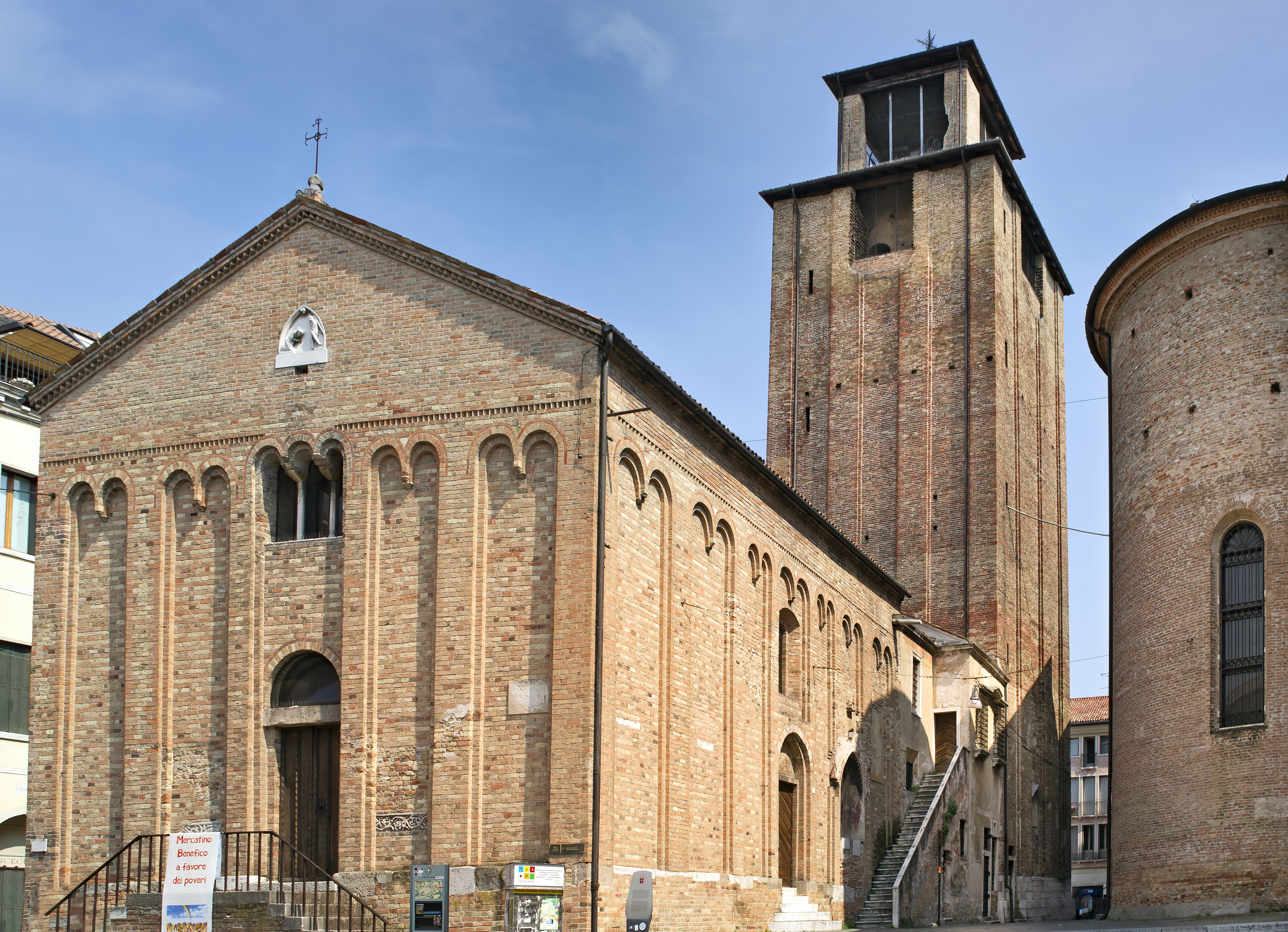
Der Campanile von der Piazza Duomo aus
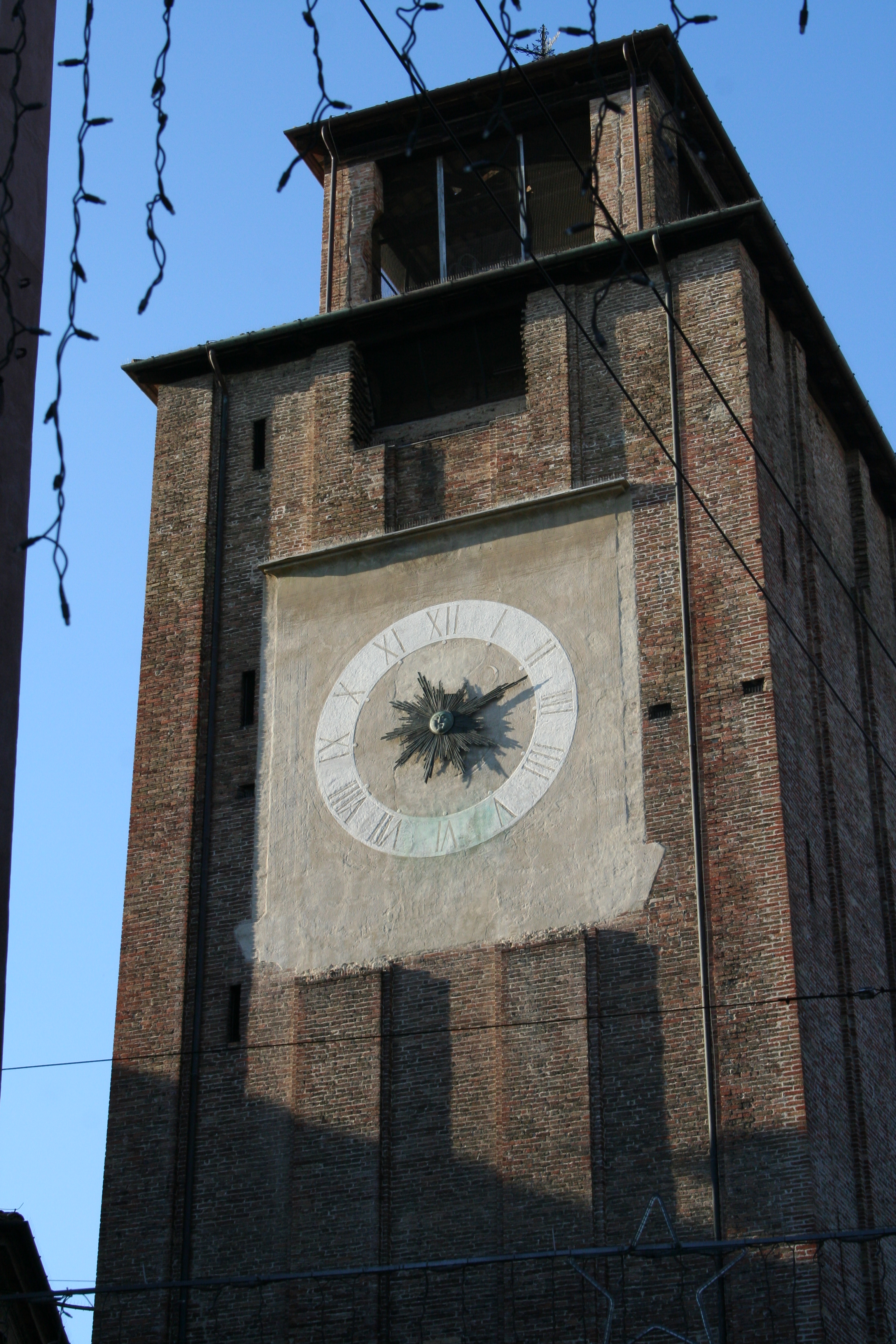
Campanile und Turmuhr
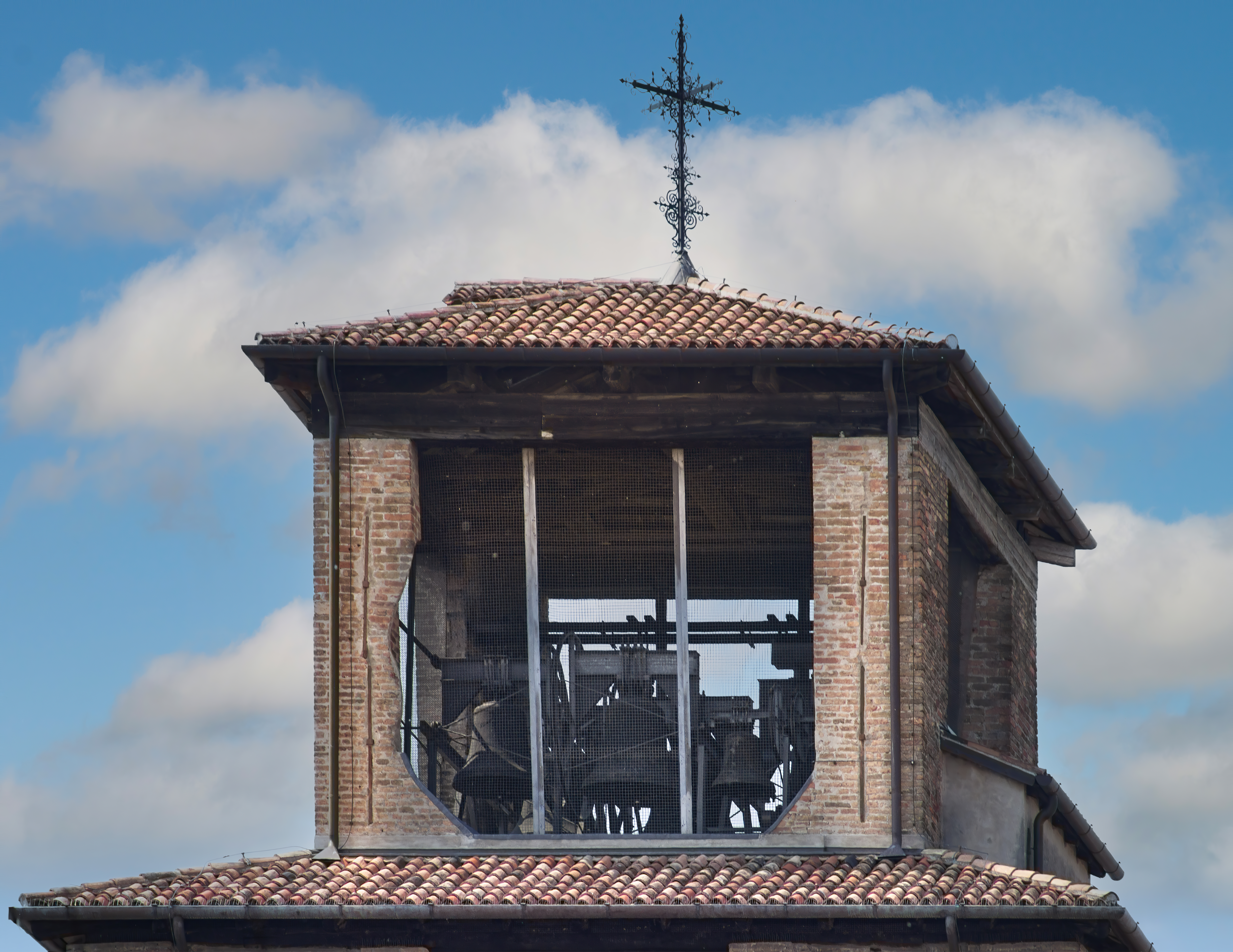
Spitze des Campanile mit Blick auf die Glocken von der Via Calmaggiore aus
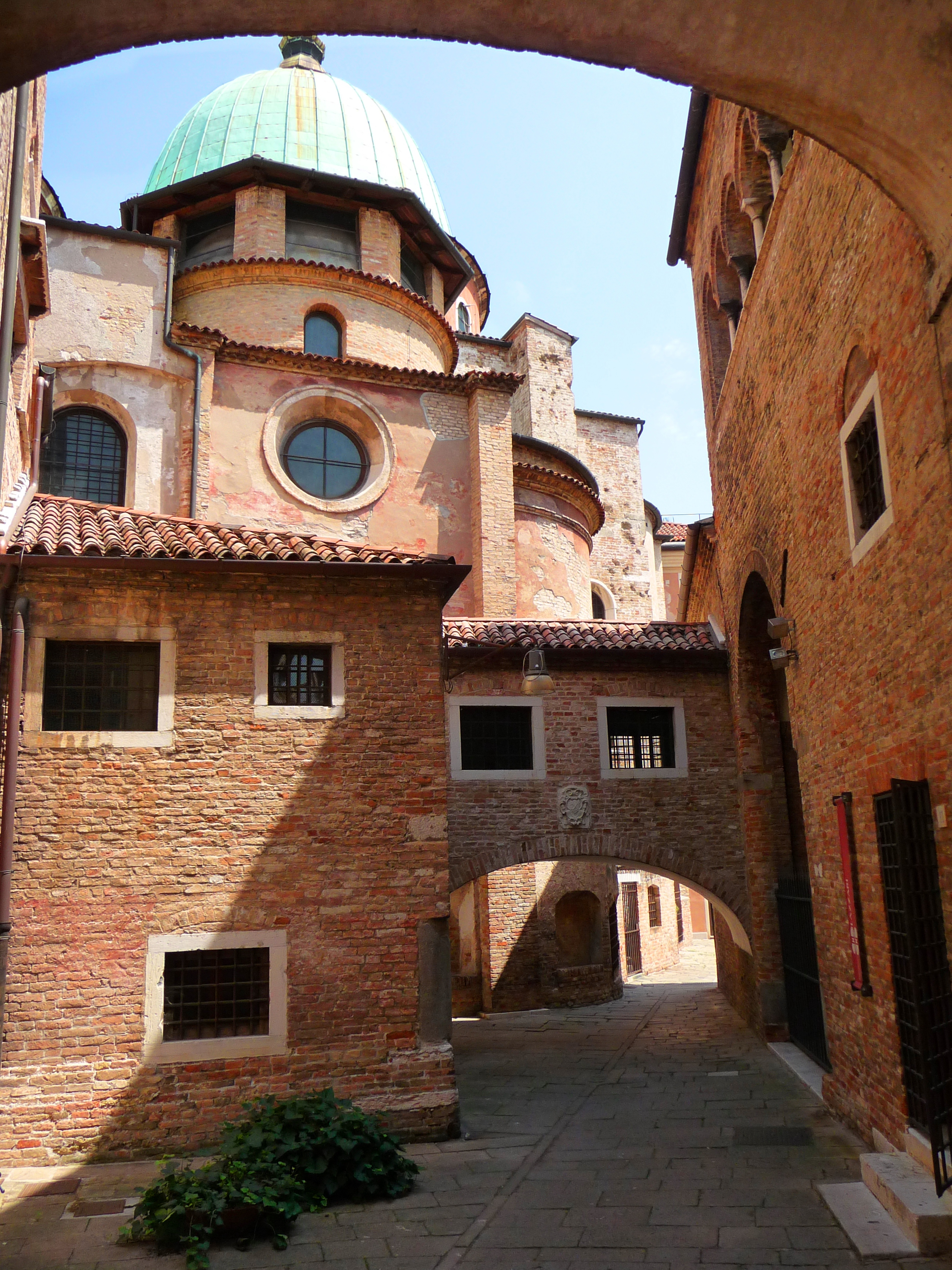
Vicolo Duomo: auf der linken Seite die „Canoniche Vecchie“, auf der rechten Seite die „Canoniche Nuove“

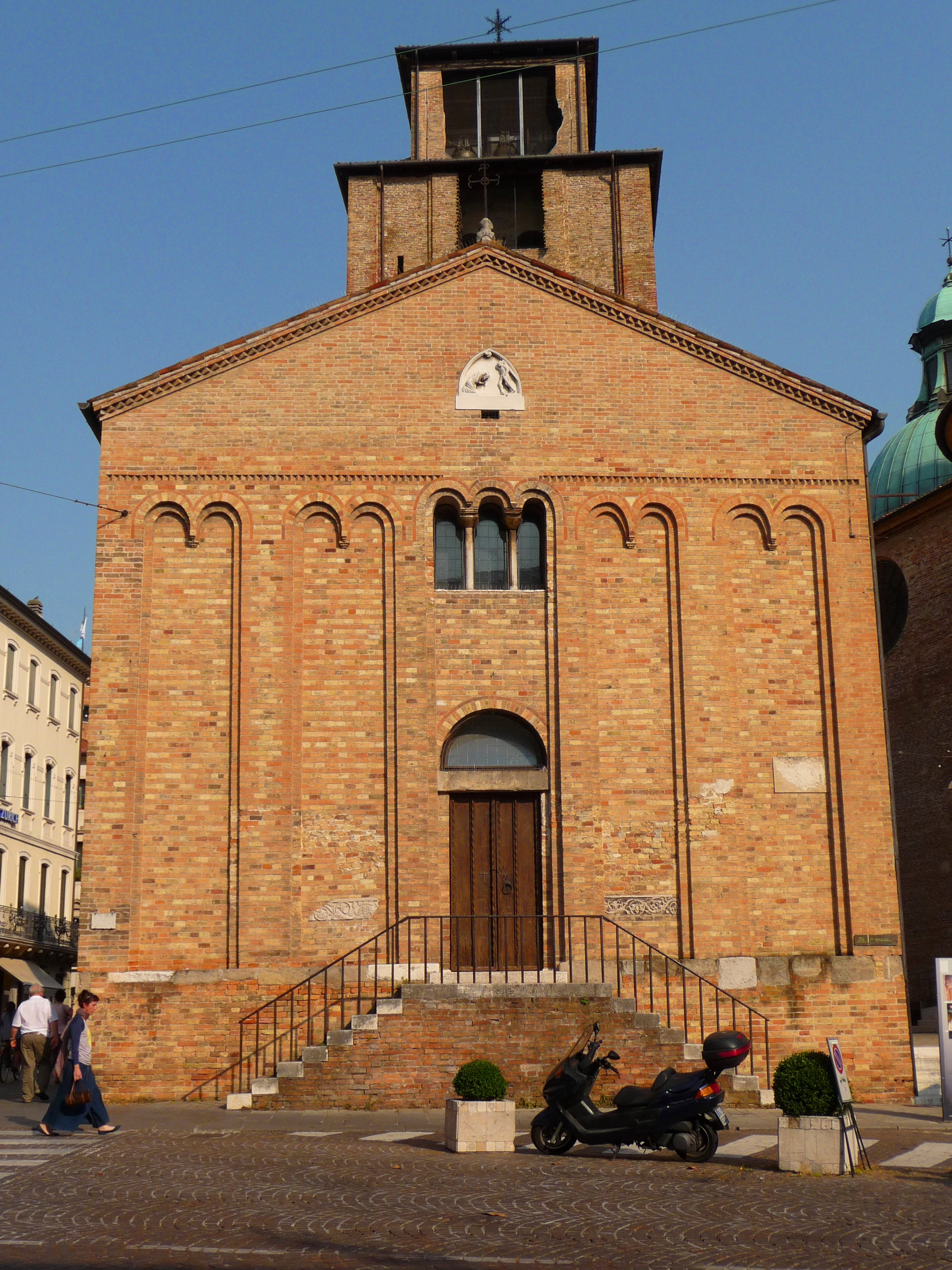
Baptisterium

### „Canoniche“ (Domherrenhäuser)
Neben der Kirche besteht der Komplex der Domherrenhäuser: Die „Canoniche Vecchie“, einst Sitz der Domherren, beherbergen heute das Diözesanmuseum für sakrale Kunst, in dem das kostbare Fresko Cristo Passo von Tommaso da Modena und der Domschatz aufbewahrt werden.
Die „Canoniche Nuove“ beherbergen die Kapitelsbibliothek, die bei einem Luftangriff der Alliierten im Jahr 1944 schwer beschädigt wurde, aber immer noch zahlreiche alten Pergamente und wertvollen Inkunabeln birgt.

### Baptisterium San Giovanni Battista
Das heutige Baptisterium San Giovanni stammt aus einer etwas früheren Zeit als der romanische Dom und war vermutlich ursprünglich eine Kirche: Baptisterien derselben Zeit zeichnen sich nämlich im Allgemeinen durch einen runden oder zumindest Zentralbau aus, während das Gebäude einen rechteckigen Grundriss mit einem Schiff aufweist. Die Kirche, die bereits nach 1222 nach einem Erdbeben eine erste Restaurierung erfuhr, wurde mehrmals umgebaut: 1531–1532 durch den Domherr Francesco Oliva, um 1561 und im 19. Jahrhundert. Im 14. oder 15. Jahrhundert wurden der Kirche seitlich und an der Fassade Gebäude hinzugefügt. Das Haus an der Vorderseite, an das eine auf die Fassade gemalte Inschrift erinnert, wurde 1815 abgerissen; die Gebäude an der Nordseite wurden 1935 abgerissen. Die Kirche wurde zwischen 1911 und 1913 von der Vereinigung für das künstlerische Erbe von Treviso restauriert, im Jahr 1935 mit Mitteln des Rathauses und nach dem Zweiten Weltkrieg.

## Bilder

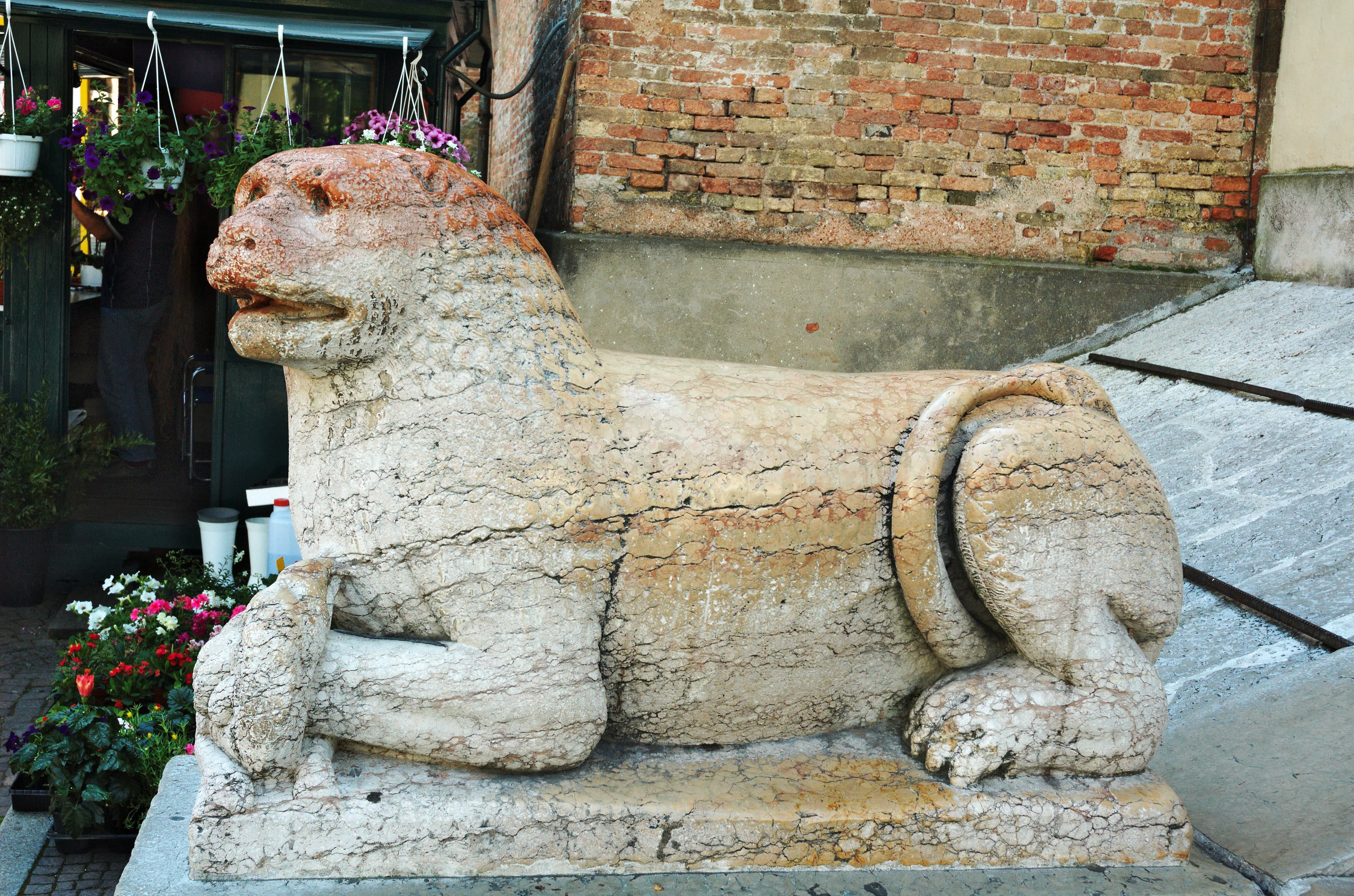
Löwe an der Fassade
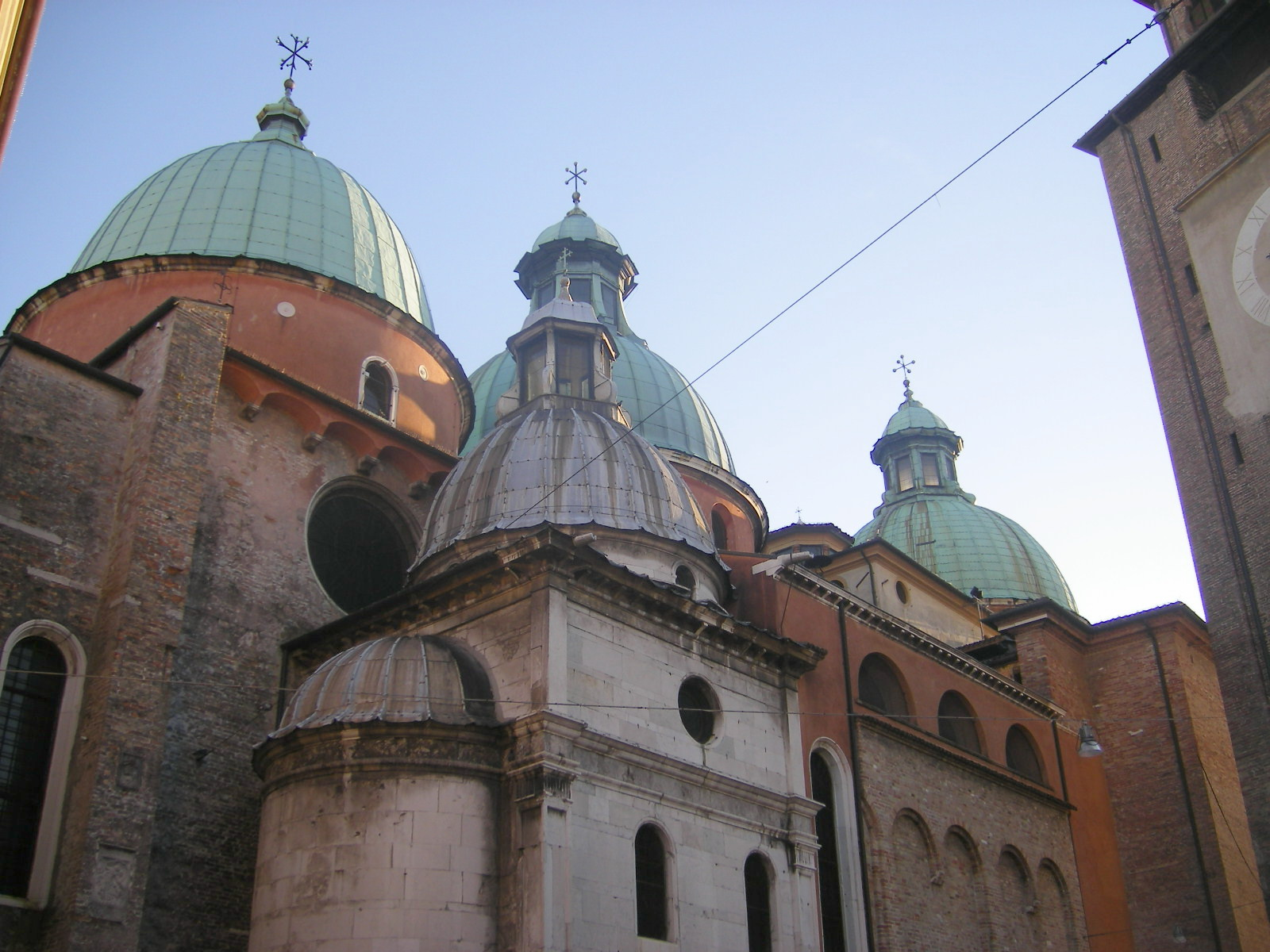
Kuppeln der Calmaggiore
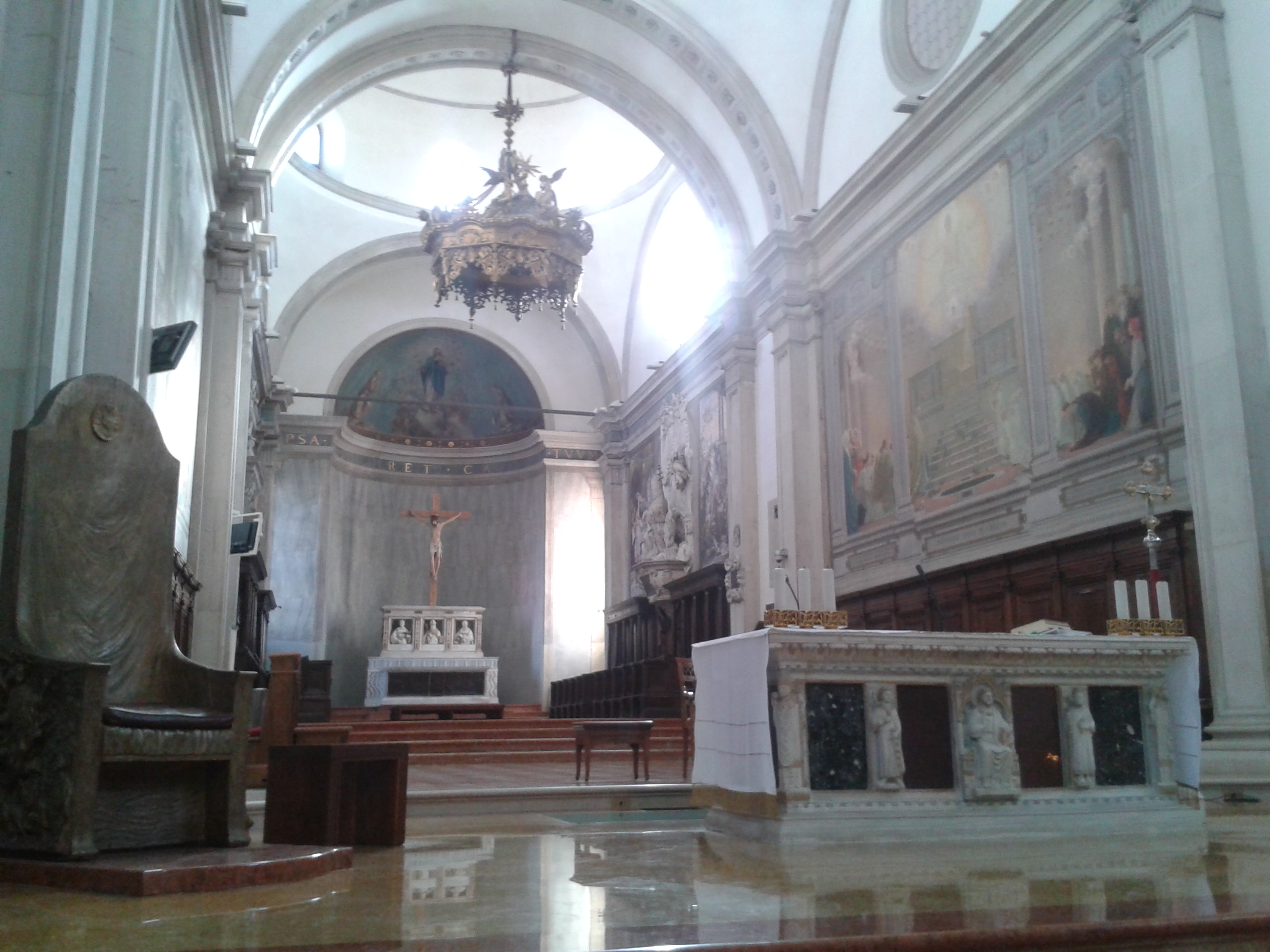
Altar und Kathedra
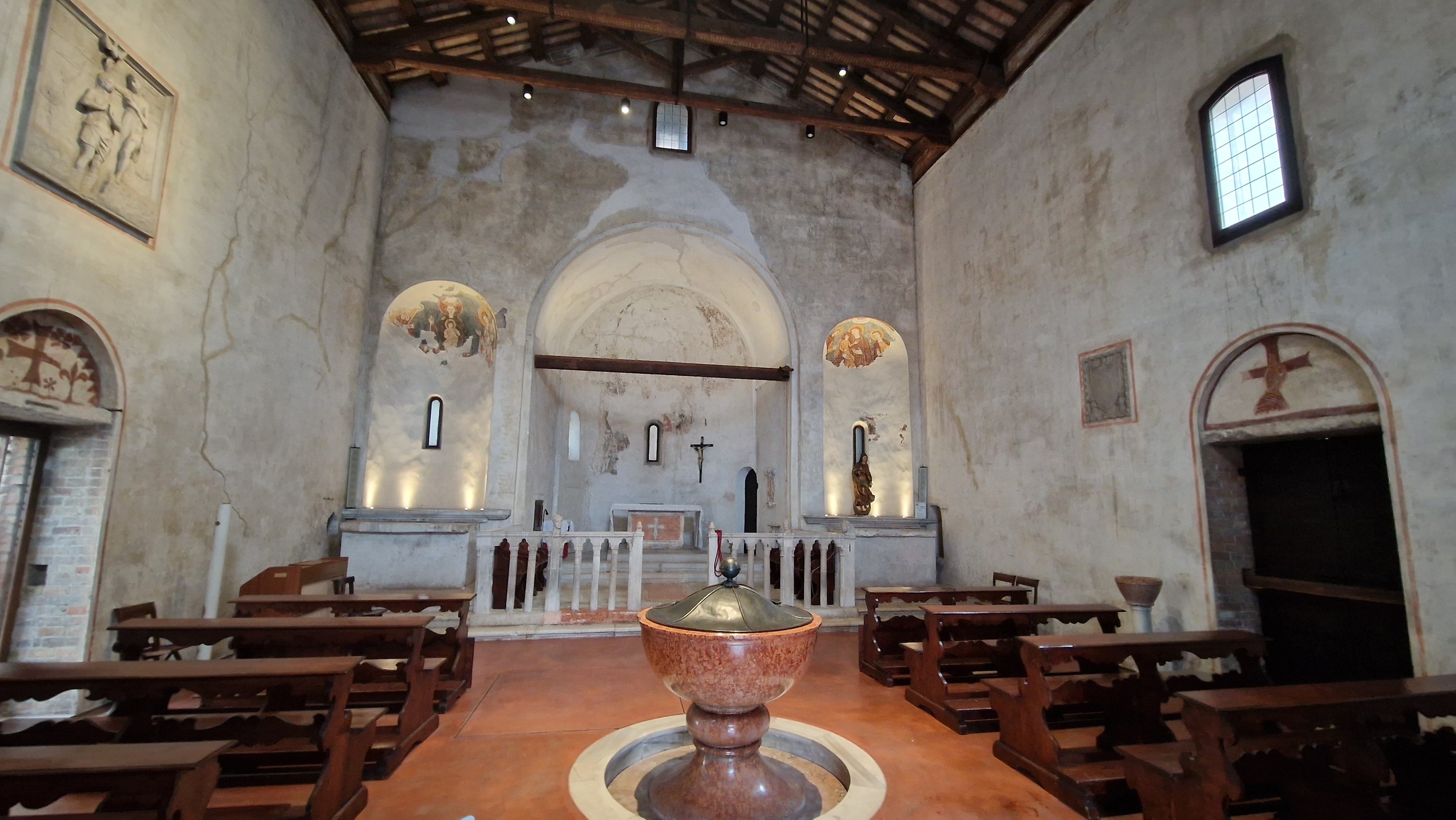
Innenraum des Baptisteriums von Sankt Johannes dem Täufer
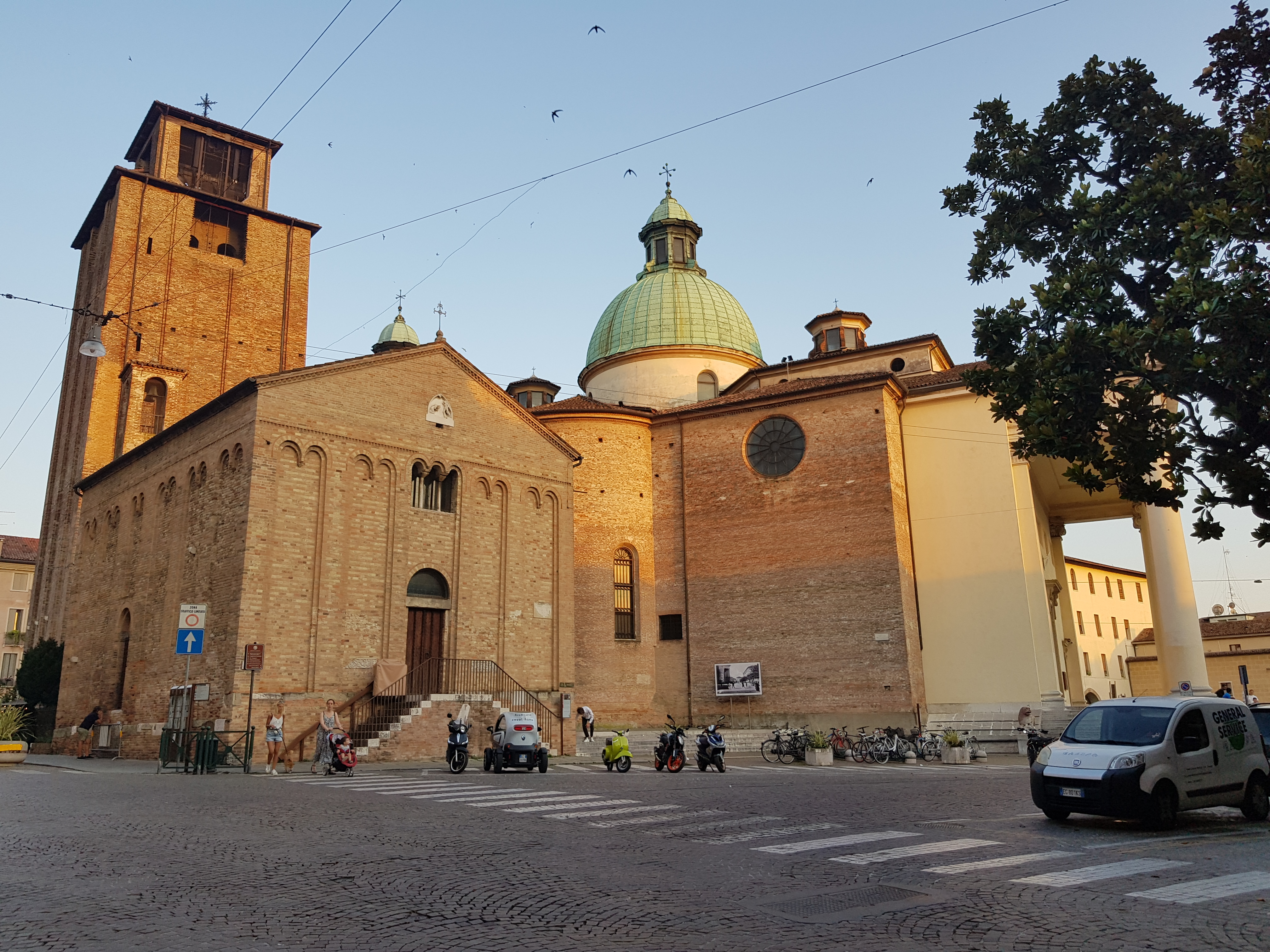
Ansicht von der Piazza Duomo aus
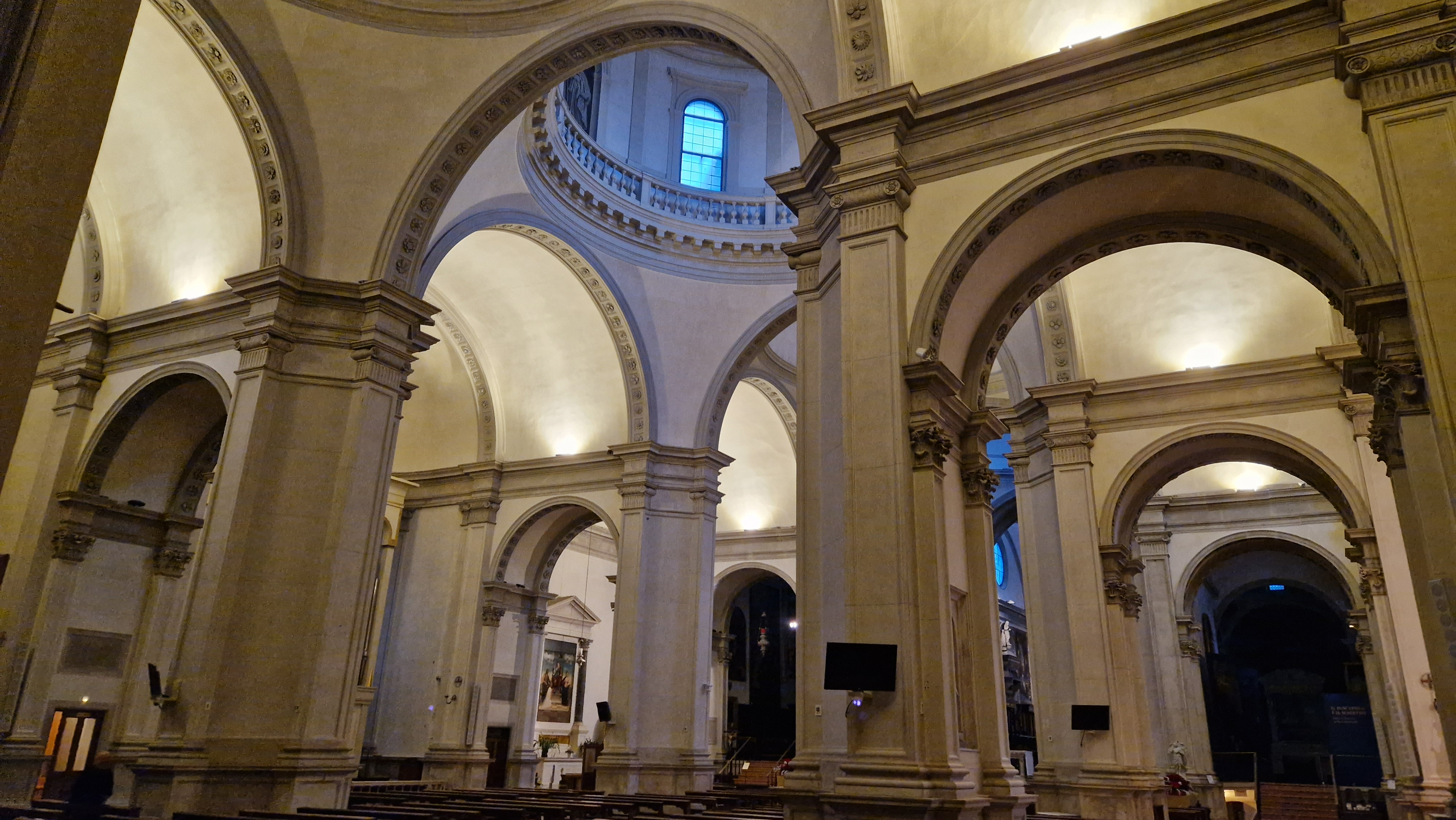
Innenansicht